# Ford Mondeo
Ford Mondeo – samochód osobowy klasy średniej, a następnie klasy wyższej produkowany pod amerykańską marką Ford od 1992 roku. Od 2022 roku produkowana jest szósta generacja modelu.

## Pierwsza generacja

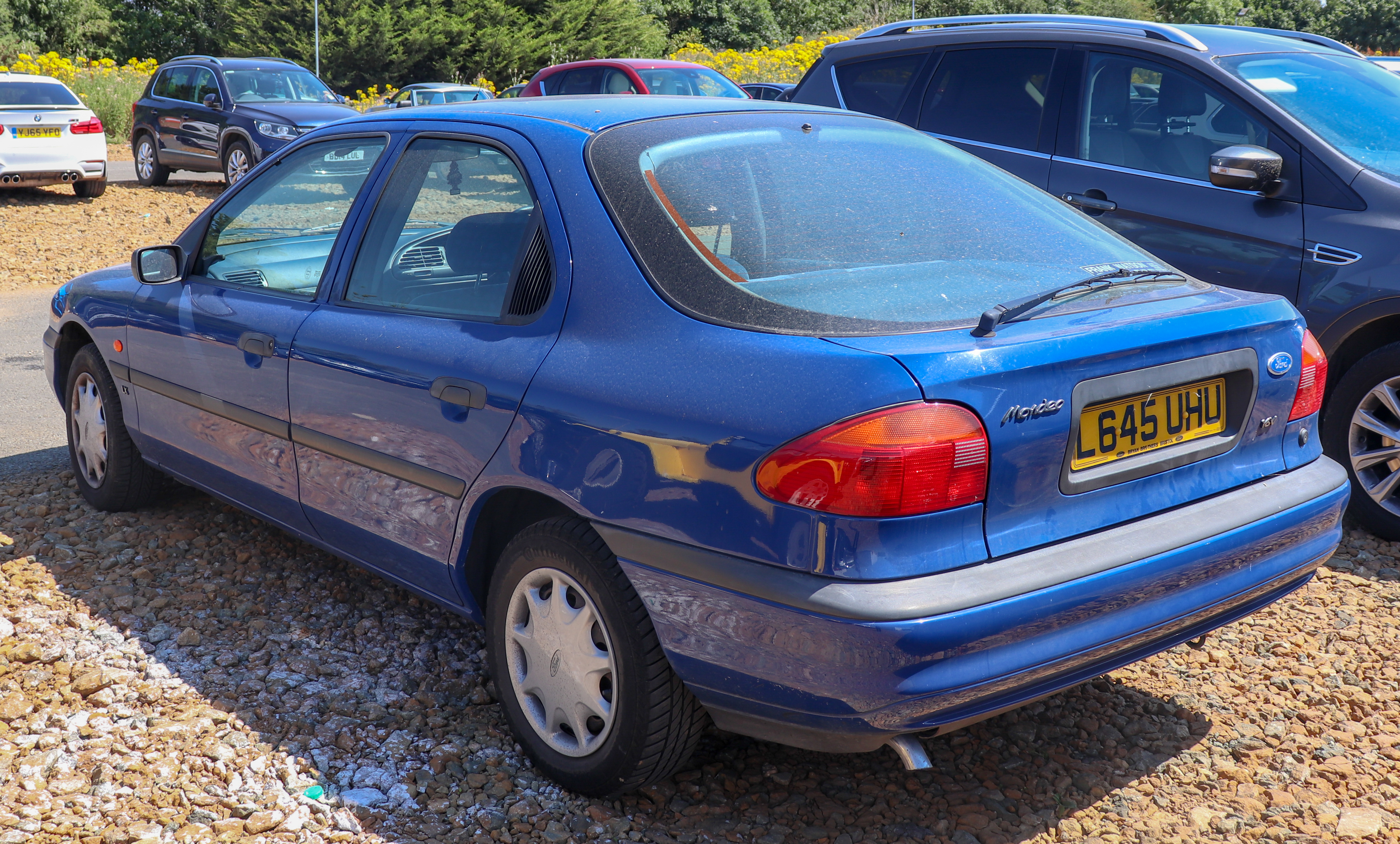
Ford Mondeo I – tył

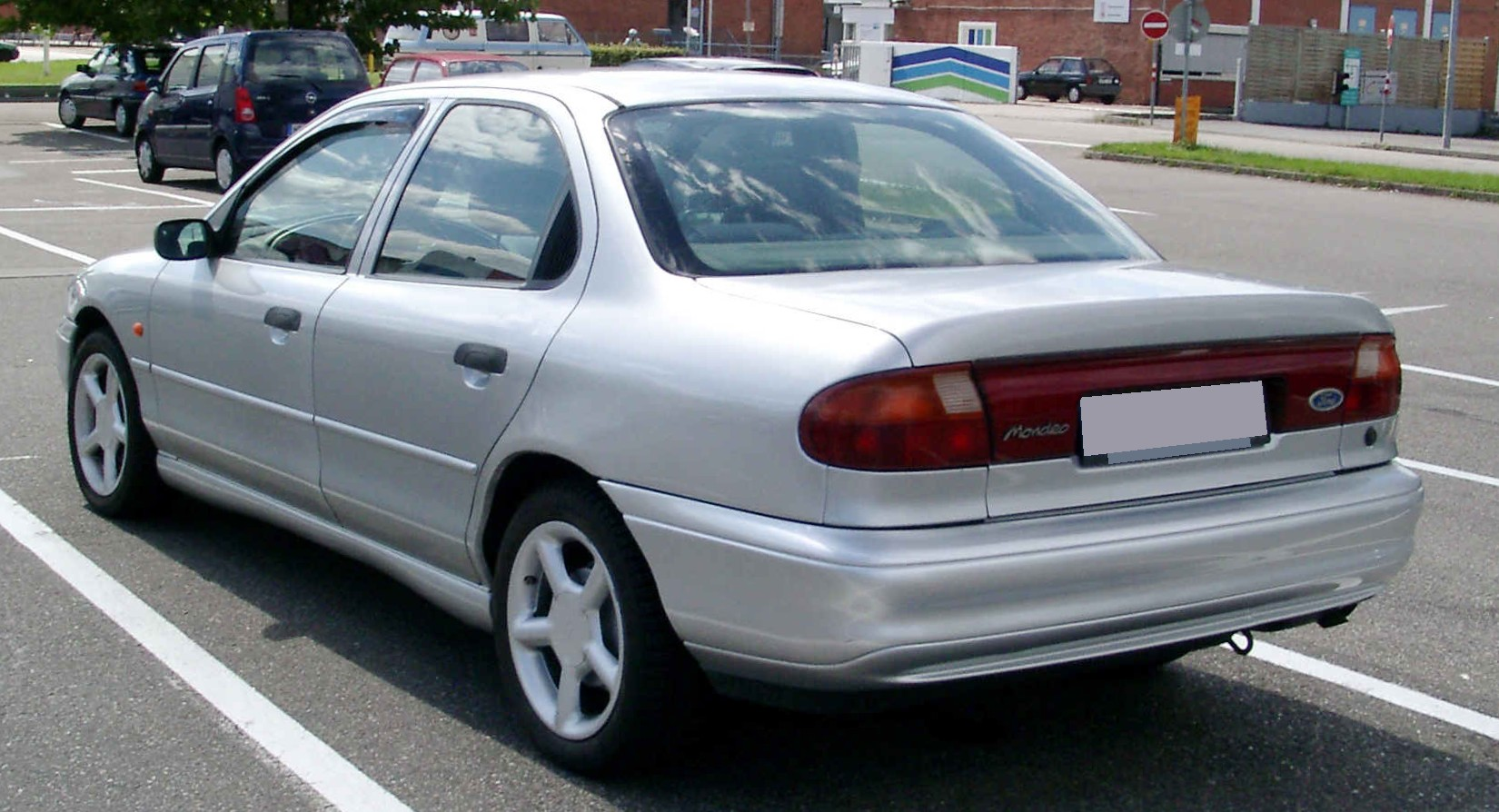
Ford Mondeo I Sedan

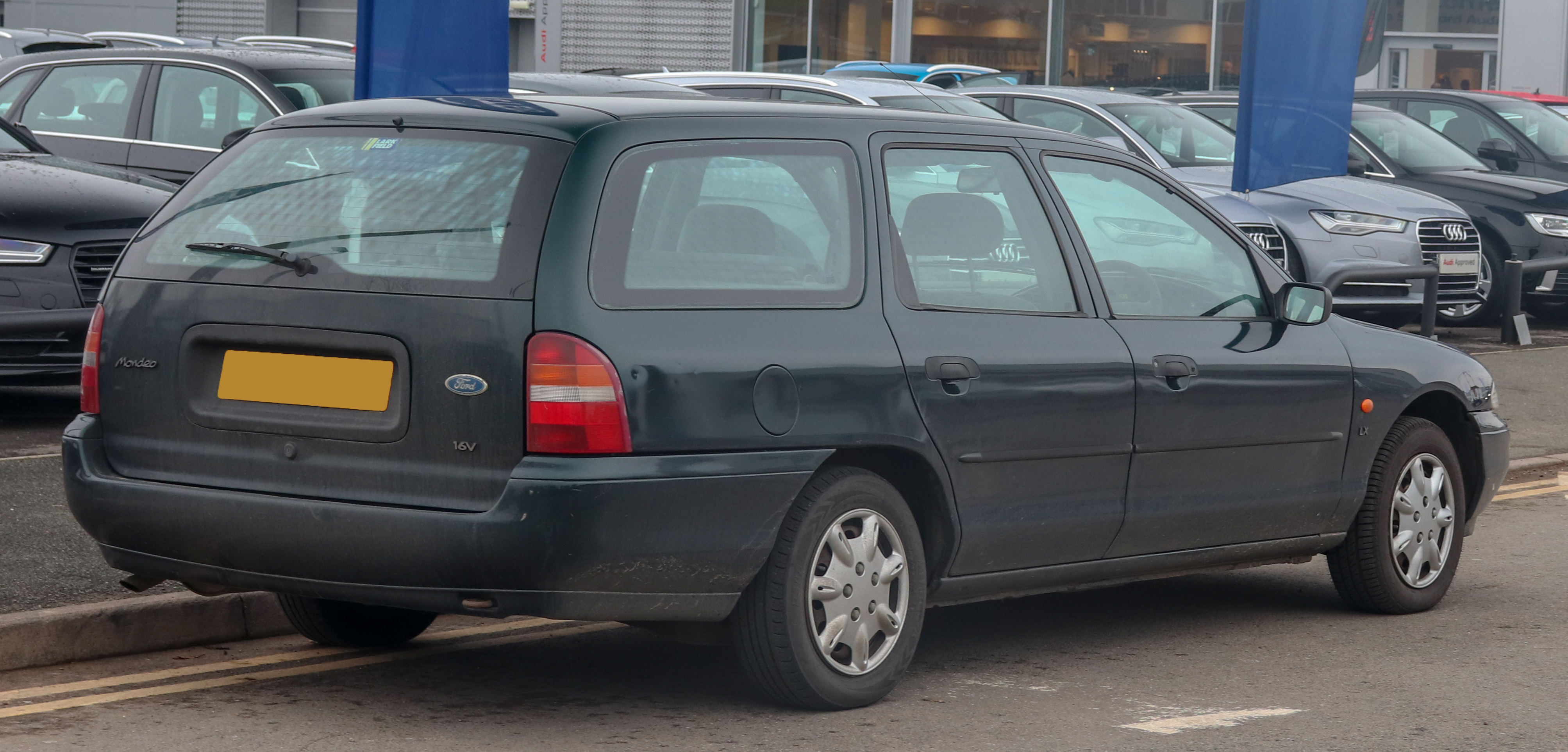
Ford Mondeo I Kombi

Ford Mondeo I został zaprezentowany po raz pierwszy w 1992 roku.
Nazwa Mondeo pochodzi od łacińskiego słowa mundus, które oznacza świat. Ford tworząc Mondeo podjął trzecią próbę stworzenia auta globalnego, dostępnego na wszystkich rynkach samochodowych świata. Projekt pod nazwą kodową CDW27 ruszył w 1986 roku i kosztował koncern 6 miliardów dolarów. Jest to jedna z najdroższych konstrukcji w historii motoryzacji. Po swoich poprzednich porażkach Ford do prac nad autem powołał jeden zespół inżynierów z europejskiego i amerykańskiego oddziału firmy. Mondeo zostało stworzone od nowa. Ponadto producent w czasie prac nad autem wdrażał nowe techniki produkcji. Aby zaprojektować Mondeo, koncern wykorzystywał najnowocześniejsze dostępne wówczas technologie komputerowe.
Pojazd otrzymał tytuł Car of the Year 1994. Samochód pod tą nazwą na rynki światowe produkowany był w Europie, natomiast na rynku północnoamerykańskim jego odpowiednikami były bliźniacze modele Ford Contour i Mercury Mystique.
Za napęd nowego modelu odpowiedzialne były całkiem nowe silniki benzynowe z serii Zetec oraz wysokoprężne Endura DE. Silnik umieszczono poprzecznie nad przednią osią. Napęd przenoszony na koła przednie z pomocą manualnej, pięciobiegowej skrzyni biegów bądź czterobiegowego, sterowanego elektronicznie automatu posiadającego dwa tryby pracy: sportowy i ekonomiczny.
Zawieszenie auta jest dużo nowocześniejsze niż w Sierze. W pełni niezależne, oparte na kolumnach MacPhersona. Z przodu dolne wahacze poprzeczne, z tyłu dolne wleczone. Obie osie wyposażone są w stabilizatory poprzeczne.
Komfort jazdy i bezpieczeństwo były głównymi priorytetami konstruktorów Forda. Dlatego we wszystkich seryjnych wersjach dostępna była poduszka powietrzna. Jest to pierwszy na świecie samochód w którym poduszka powietrzna była montowana z konieczności. Przyczyniło się to do zdobycia tytułu Auta Roku. Wzmocnione zostały także boczne słupki; pasy doposażono w samonapinacze, natomiast w bogatszych wersjach standardem był system ABS. W wersji kombi dokupić można było samopoziomujące się zawieszenie. W wersjach V6 i AWD kontrolę trakcji i system podgrzewania przedniej szyby. Na fotelach znalazła się welurowa tapicerka, w podłokietniku schowek na kasety i płyty, samochód wyposażono w centralny zamek, elektryczne szyby i lusterka oraz płasko składającą się tylną kanapę. Bogatsze wersje wyposażono w skórzaną tapicerkę, komputer podróżny, elektryczny szyberdach oraz zmieniarkę CD.
Ford Mondeo I był również dostępny z pakietem RS oraz RS2. Pakiet RS (znany również jako RS1) składał się z dokładek do zderzaków oraz nakładek na progi. Dokładka przedniego zderzaka pozwalała na przełożenie przednich halogenów ze standardowego zderzaka. Pakiet RS2 to całe zderzaki oraz dokładki na progi. Zderzak przedni miał otwory przygotowane do montażu okrągłych lamp halogenowych. Stanowił również całość z grillem, na którym znajduje się emblemat „Ford”.
Wspólnymi elementami dla pakietów RS1 oraz RS2 są chlapacze, spojler montowany na klapie bagażnika, poszerzenia nadkoli oraz 16-calowe felgi aluminiowe. W wersji Ghia można było zauważyć grill z wykończeniem w chromie.
Spośród szerokiej gamy kolorów, jakie oferował Ford dla Mondeo I, najbardziej wyróżniającą się jest Citrine Geel. Jest to akrylowy lakier o jaskrawej barwie między żółtą a zieloną. Opcją były również lusterka lakierowane na kolor nadwozia.

### Wersje wyposażeniowe
- Base
- Aspen
- LX
- GLX
- Ghia
- Ghia X
- Si
- Festival
- Mirage
- CLX
- Verona
- Business Edition
- GT
- V6

### Silniki
| Silnik                         | 1.6 Zetec | 1.6 Zetec-E | 1.8 Zetec | 1.8 Zetec-E | 2.0 Zetec | 2.6 Duratec | 1.8 Endura-D    |
| ------------------------------ | --------- | ----------- | --------- | ----------- | --------- | ----------- | --------------- |
| Układ cylindrów                | I4        | I4          | I4        | I4          | I4        | V6          | I4              |
| Pojemność skokowa (cm³)        | 1597      | 1597        | 1796      | 1796        | 1988      | 2544        | 1753            |
| Średnica cyl. × skok (mm × mm) | 76 × 88   | 76 × 88     | 80,6 × 88 | 80,6 × 88   | 84,4 × 88 | 82,4 × 79,5 | 82,5 × 82       |
| Moc maksymalna (kW (KM))       | 67 (91)   | 66 (89)     | 86 (117)  | 84 (114)    | 101 (138) | 127 (172)   | 66 (89)         |
| Przy obr./min                  | 5250      | 5250        | 5750      | 5750        | 6000      | 6250        | 4500            |
| Maks. moment obr. (Nm)         | 138       | 138         | 158       | 158         | 180       | 220         | 178             |
| Przy obr./min                  | 3500      | 3500        | 3750      | 3750        | 4000      | 4250        | 2000            |
| Stopień sprężania              | 10,3 : 1  | 10,3 : 1    | 10,0 : 1  | 10,0 : 1    | 10,0 : 1  | 9,7 : 1     | 21,5 : 1        |
| Układ wtrysku                  | SEFI      | SEFI        | SEFI      | SEFI        | SEFI      | SEFI        | pompa wtryskowa |
| Układ zapłonowy                | EEC IV    | EEC IV      | EEC IV    | EEC IV      | EEC IV    | EEC IV/V    | –               |

1. ↑  SEFI - Sequential Electronic Fuel Injection (sekwencyjny, elektronicznie sterowany układ wtrysku benzyny).
2. 1 2  EEC - Electronic Engine Control (układ elektrycznego sterowania silnikiem z układem zapłonowym sterowanym parametrami pracy silnika).

## Druga generacja

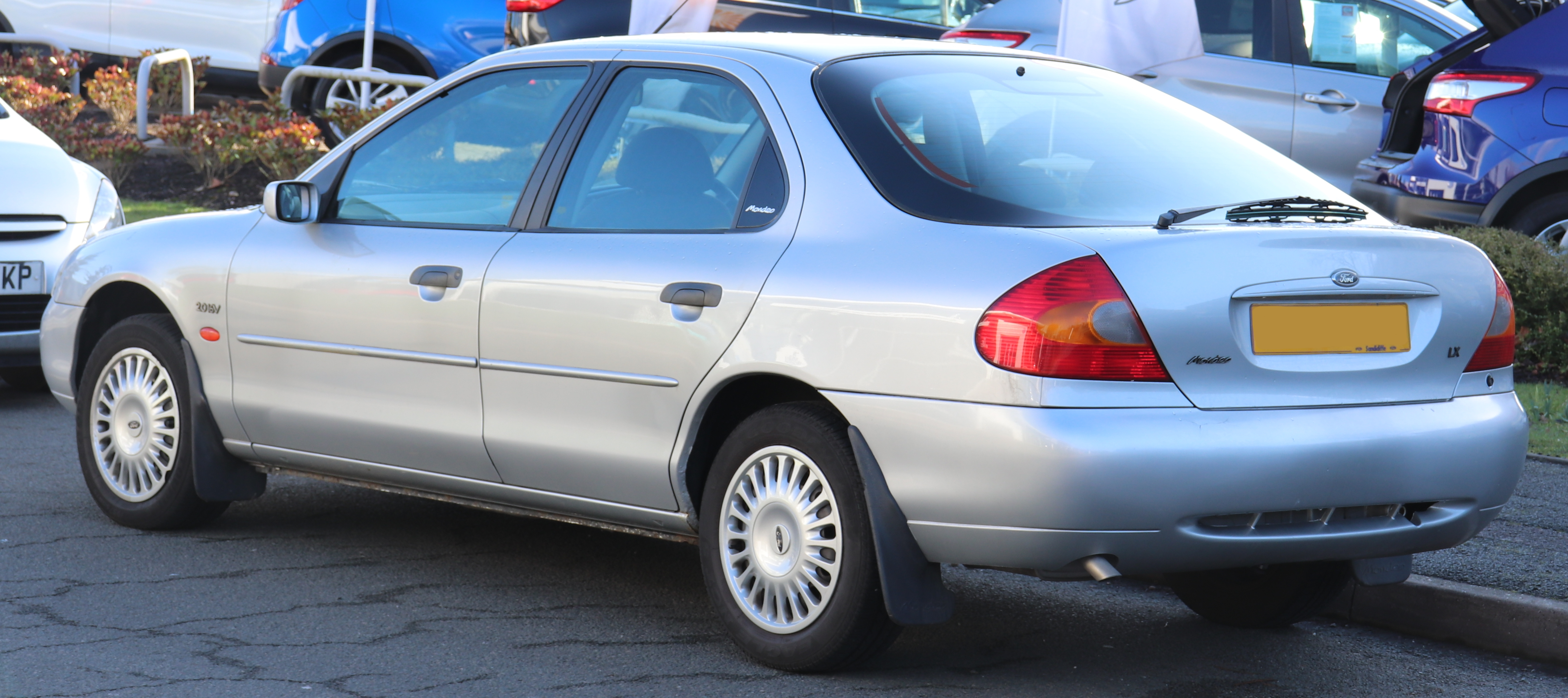
Ford Mondeo II – tył

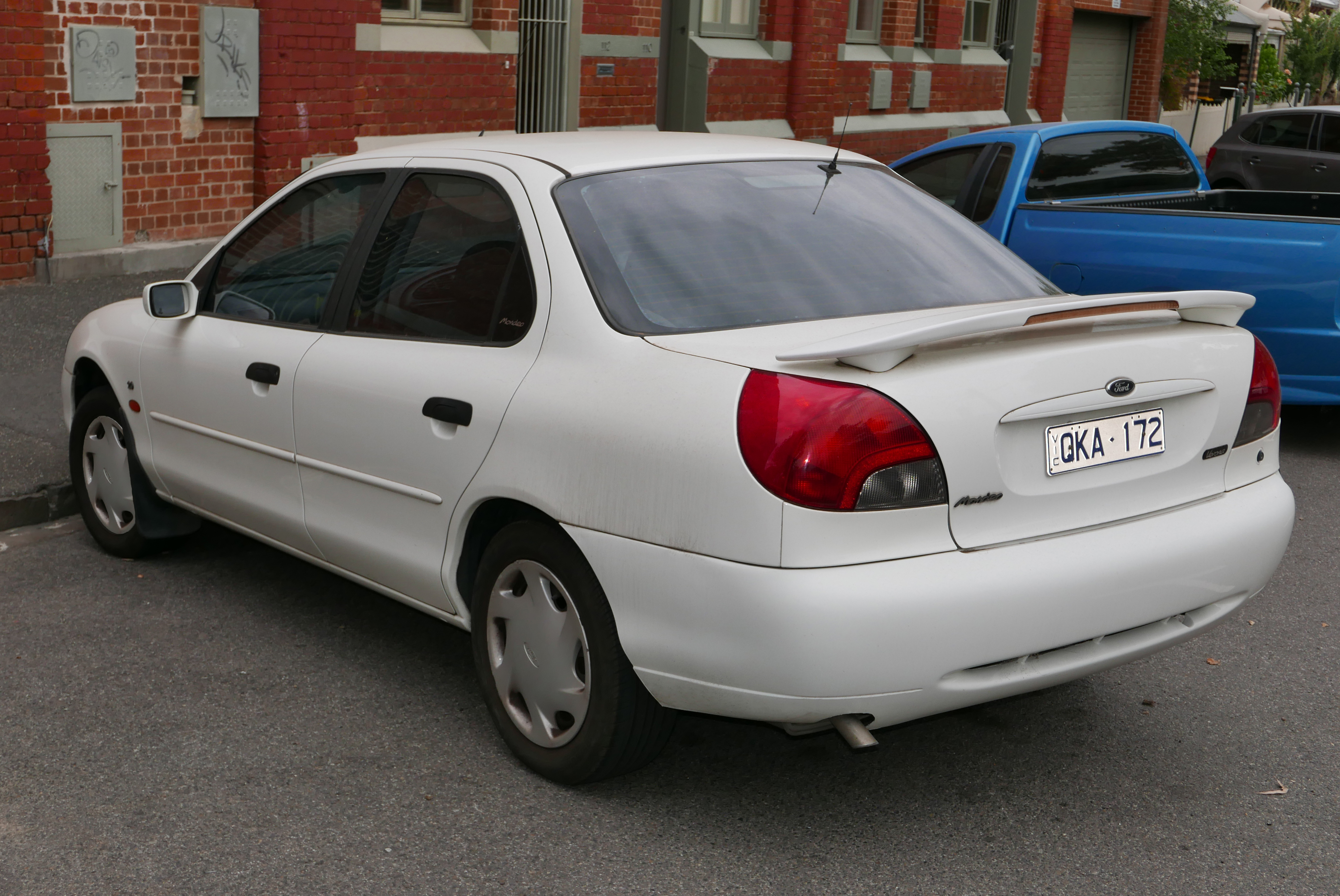
Ford Mondeo II Sedan

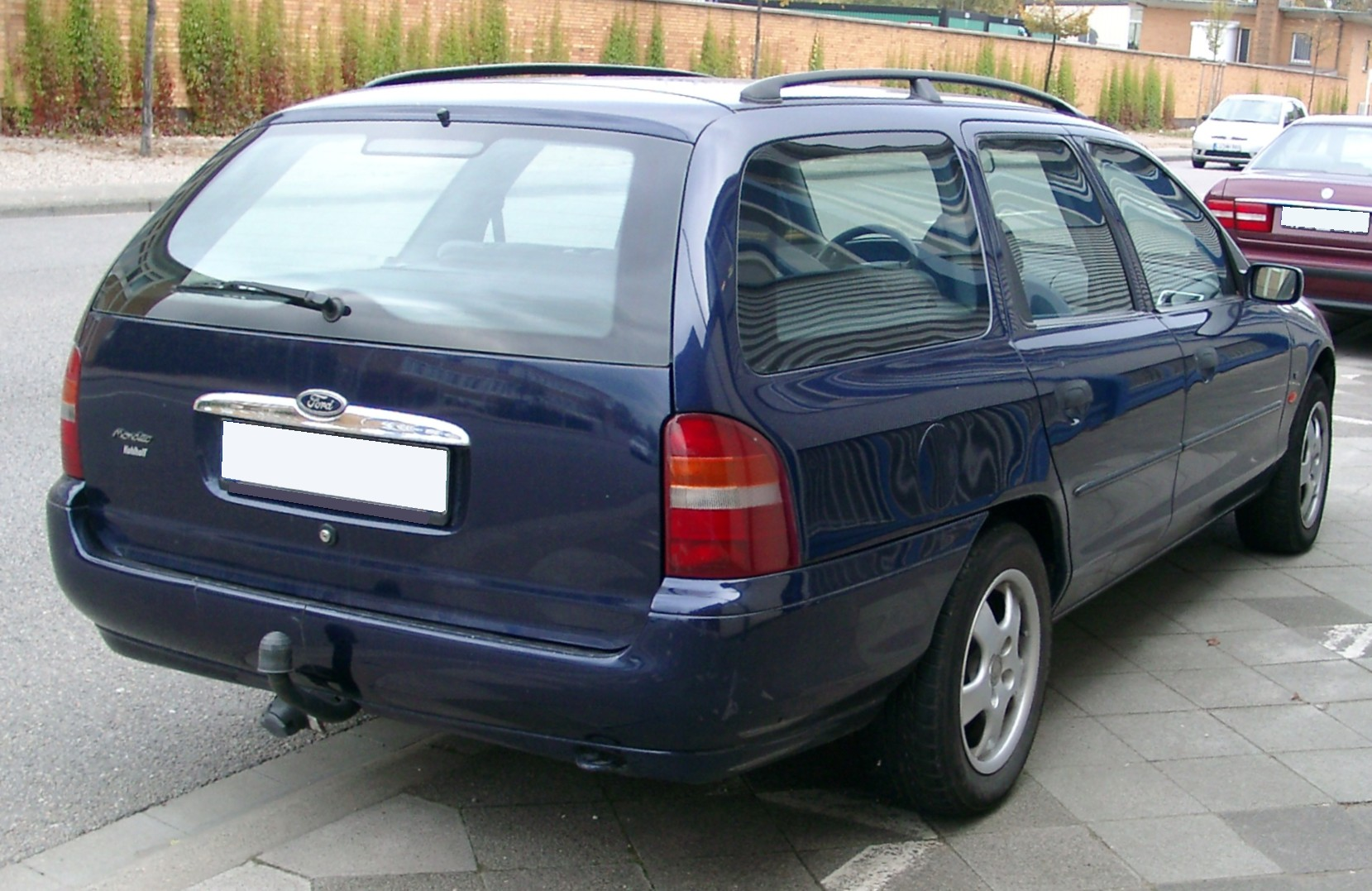
Ford Mondeo II Kombi

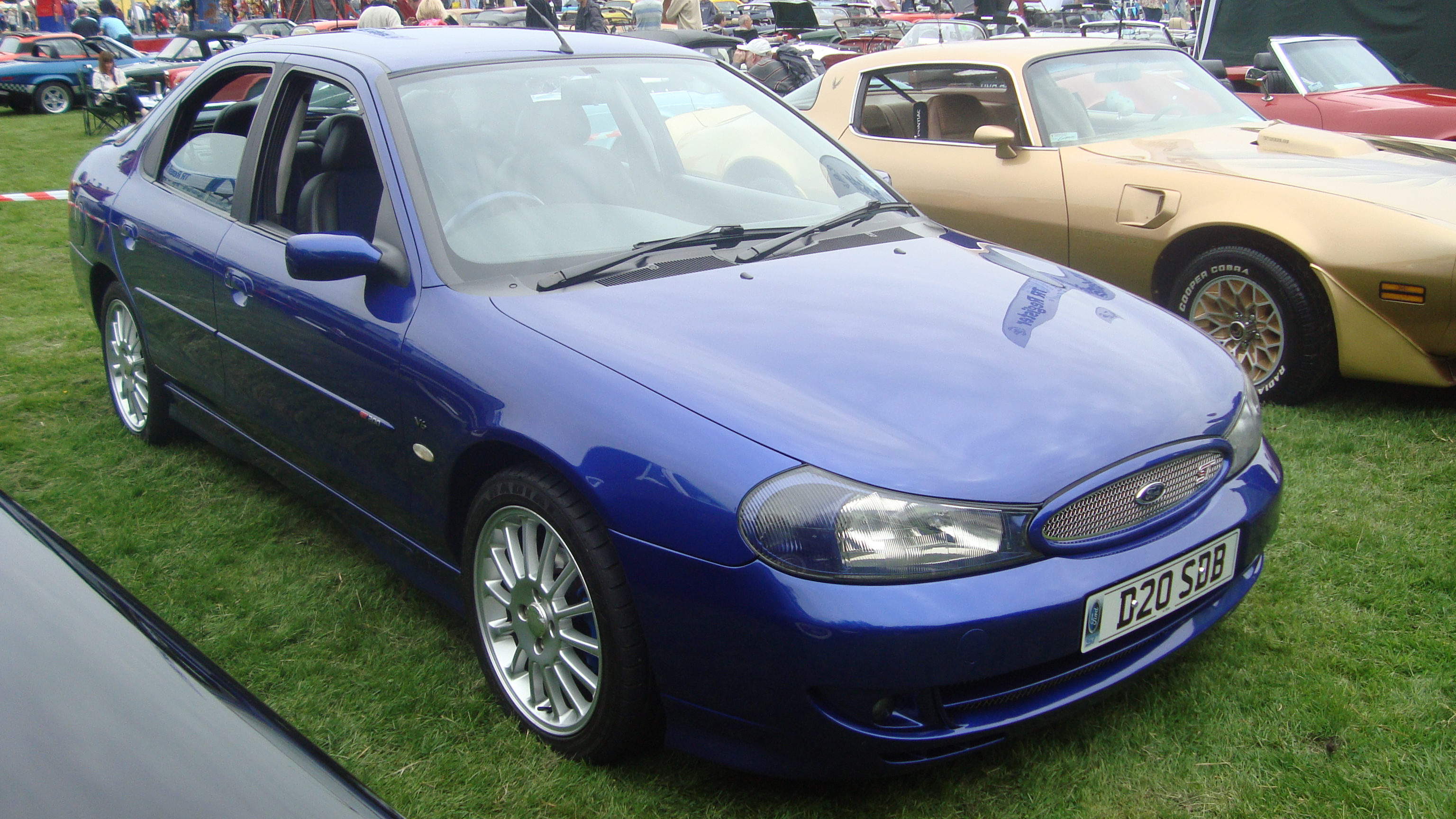
Ford Mondeo II ST 200

Ford Mondeo II został zaprezentowany po raz pierwszy w październiku 1996 roku.
De facto nie jest to całkowicie nowy model, a jedynie rozległa modernizacja modelu pierwszej generacji. Choć nie zmieniono płyty podłogowej auta, to przeprojektowano jednak całą karoserię. Jedyne elementy bezpośrednie pochodzące z Mondeo I to przednie drzwi oraz dach. Z przodu pojawiły się duże światła, masywniejszy zderzak oraz chromowane obramowanie osłony chłodnicy.
Tylny zderzak zmieniono na masywniejszy. Wzmocniono konstrukcję nadwozia pod względem bezpieczeństwa i poprawiono strefy zgniotu. Wzmocniono słupki drzwiowe oraz boczne przedłużnice podłogi. W drzwiach dodano stalowe belki. W Mondeo II poprawiono także estetykę wnętrza, dodano m.in. sterowanie radiem z kierownicy, choć zasadnicza bryła deski rozdzielczej nie uległa zmianie.
W zmodernizowanym aucie pojawił się szereg usprawnień z dziedziny bezpieczeństwa. Wzmocniono konstrukcję aut, wprowadzono trzypunktowe pasy bezpieczeństwa na wszystkich siedzeniach. Dla kierowcy i pasażera wprowadzono gazową poduszkę powietrzną. Za dopłatą dokupić można było boczne poduszki powietrzne.

### Usportowione wersje
- ST24 była dostępna od lutego 1997 roku z 2.5 litrowym benzynowym, 24-zaworowym silnikiem V6 o mocy 170 KM. Samochód wyposażono w usportowione zawieszenie, zmieniono stylistykę zewnętrzną. Wewnątrz zamontowano kubełkowe, półskórzane fotele[4].
- ST200 wprowadzono w marcu 1999 roku. Napędzono ją wzmocnionym silnikiem V6 Duratec o mocy 205 KM[4] z ST24. Przednie zawieszenie auta bazowało na zawieszeniu z Forda Cougara[7].

ST250 to koncepcyjna wersja Mondeo. Nie wprowadzono jej do produkcji. Moc silnika miała wynosić 250 KM.

### Wersje wyposażenia
- ST200
- Aspen
- LX
- Verona
- GLX 1.8td
- Si
- Zetec
- Zetec S
- Ghia
- Ghia X
- ST 24
- CLX
- Festival
- Futura
- Clipper

Opcjonalnie pojazd wyposażyć można było m.in. elektryczne sterowanie szyb, elektryczne sterowanie lusterek, elektryczne sterowanie foteli, klimatyzację oraz regulowaną w dwóch płaszczyznach kierownicę.

### Dane techniczne
| Wersja               | Silnik                           | Układ zasilania      | Średnica × skok tłoka | St. sprężania     | Moc maksymalna                     | Maks. moment obrotowy      | 0–100 km/h        | V-max             |
| Silniki benzynowe    | Silniki benzynowe                | Silniki benzynowe    | Silniki benzynowe     | Silniki benzynowe | Silniki benzynowe                  | Silniki benzynowe          | Silniki benzynowe | Silniki benzynowe |
| -------------------- | -------------------------------- | -------------------- | --------------------- | ----------------- | ---------------------------------- | -------------------------- | ----------------- | ----------------- |
| 1.6 16V              | R4 1,6 l (1597 cm³), DOHC        | wtrysk wielopunktowy | 76,00 × 88,00 mm      | 10,3:1            | 91 KM (67 kW) przy 5500 obr./min   | 134 N·m przy 3500 obr./min | 13,0 s            | 180 km/h          |
| 1.6 16V              | R4 1,6 l (1597 cm³), DOHC        | wtrysk wielopunktowy | 76,00 × 88,00 mm      | 10,3:1            | 96 KM (71 kW) przy 5250 obr./min   | 142 N·m przy 3500 obr./min | 12,7 s            | 185 km/h          |
| 1.8 16V              | R4 1,8 l (1796 cm³), DOHC        | wtrysk wielopunktowy | 80,60 × 88,00 mm      | 9,8:1             | 117 KM (86 kW) przy 5750 obr./min  | 160 N·m przy 3750 obr./min | 11,0 s            | 195 km/h          |
| 2.0 16V              | R4 2,0 l (1988 cm³), DOHC        | wtrysk wielopunktowy | 84,80 × 88,00 mm      | 10,0:1            | 138 KM (101 kW) przy 5700 obr./min | 176 N·m przy 3700 obr./min | 9,9 s             | 206 km/h          |
| 2.5 V6               | V6 2,5 l (2544 cm³), DOHC        | wtrysk wielopunktowy | 82,40 × 79,50 mm      | 9,7:1             | 172 KM (127 kW) przy 6250 obr./min | 220 N·m przy 4250 obr./min | 8,3 s             | 225 km/h          |
| 2.5 V6 ST200         | V6 2,5 l (2495 cm³), DOHC        | wtrysk wielopunktowy | 81,60 × 79,50 mm      | 10,2:1            | 208 KM (153 kW) przy 6500 obr./min | 235 N·m przy 5500 obr./min | 7,9 s             | 230 km/h          |
| Silniki wysokoprężne |                                  |                      |                       |                   |                                    |                            |                   |                   |
| 1.8 TD               | R4 1,8 l (1753 cm³), SOHC, turbo | pompa rotacyjna      | 82,50 × 82,00 mm      | 21,5:1            | 91 KM (67 kW) przy 4500 obr./min   | 177 N·m przy 2250 obr./min | 12,8 s            | 182 km/h          |

## Trzecia generacja

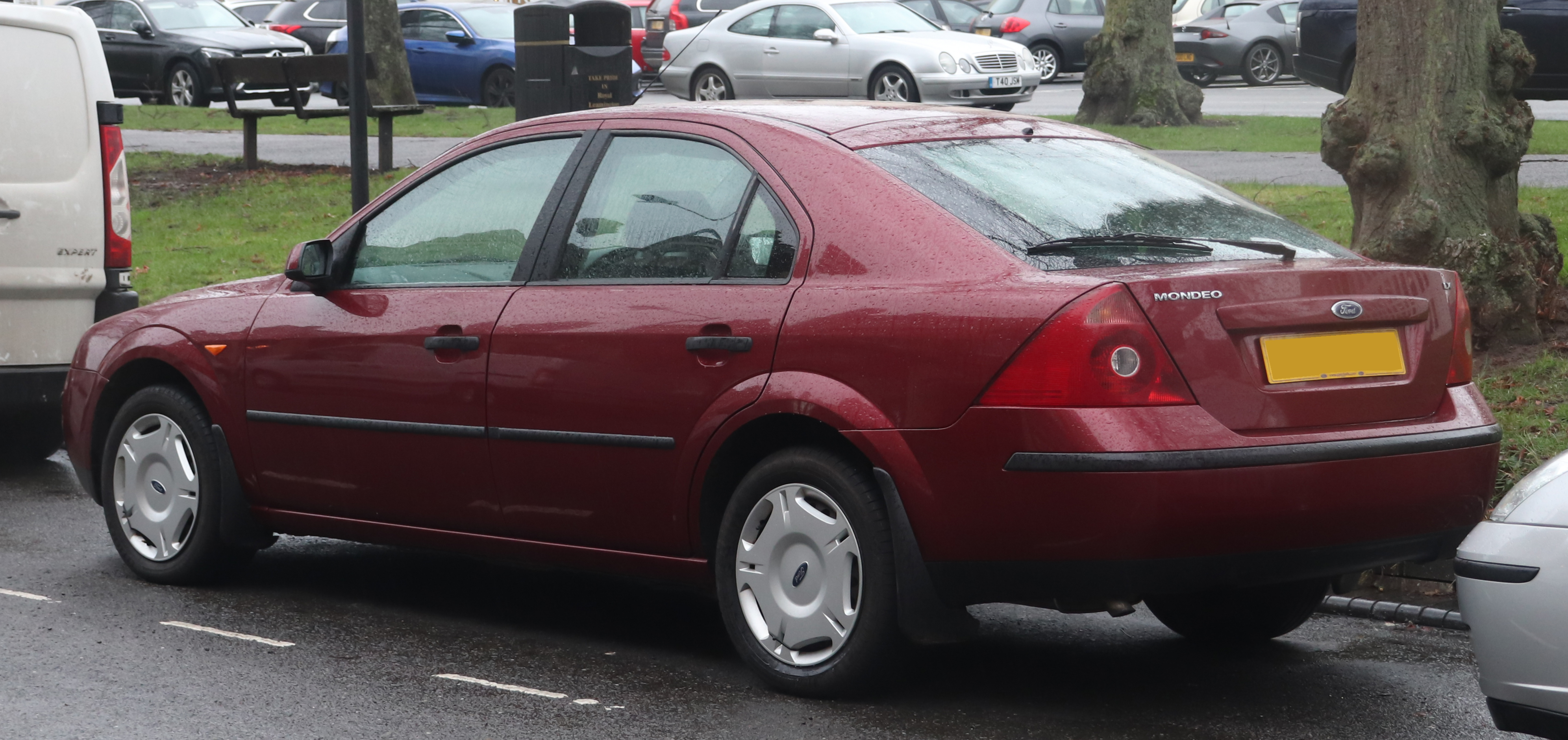
Ford Mondeo III – tył

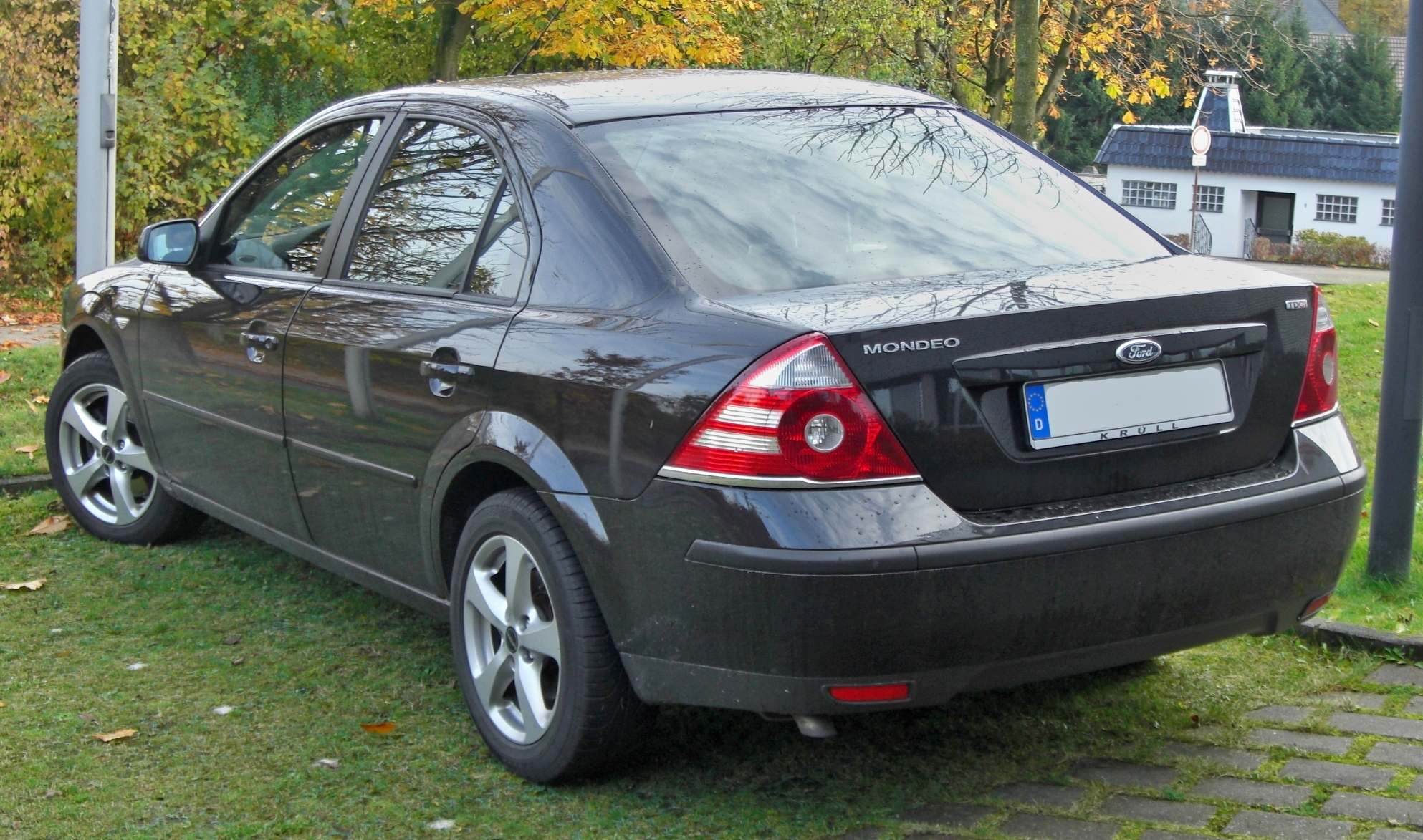
Ford Mondeo III Sedan po drugim liftingu

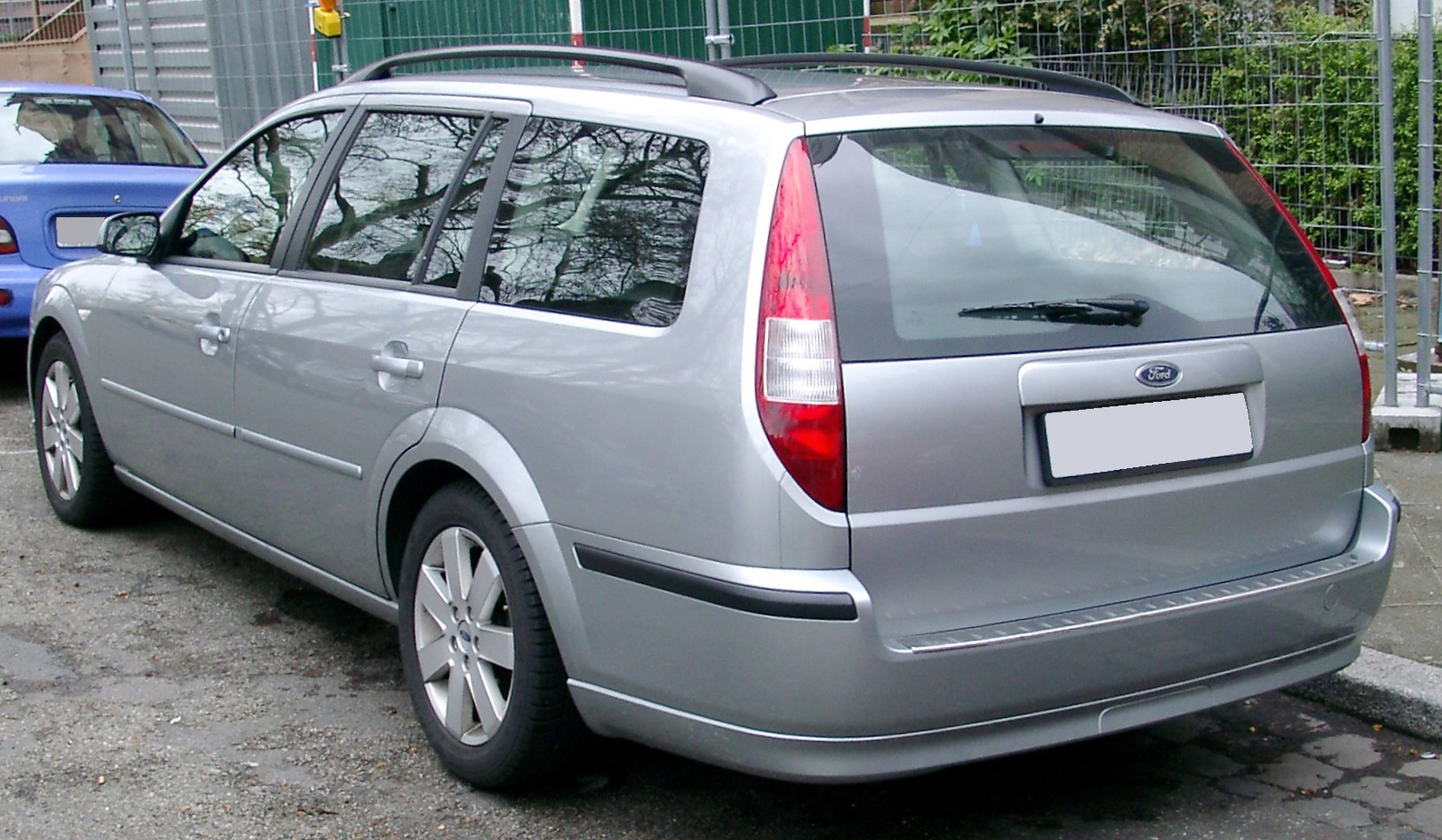
Ford Mondeo III Kombi

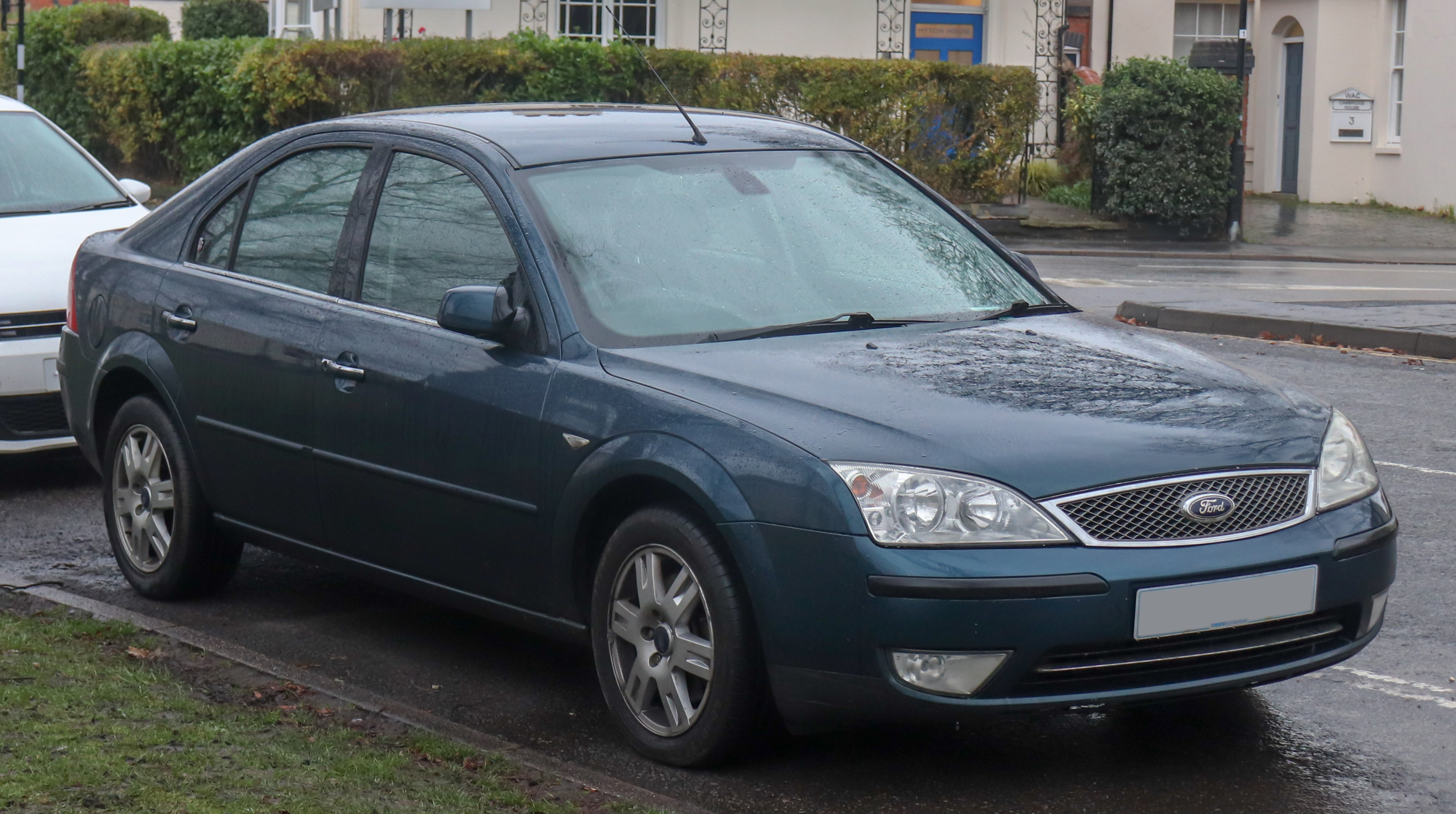
Ford Mondeo III po liftingu

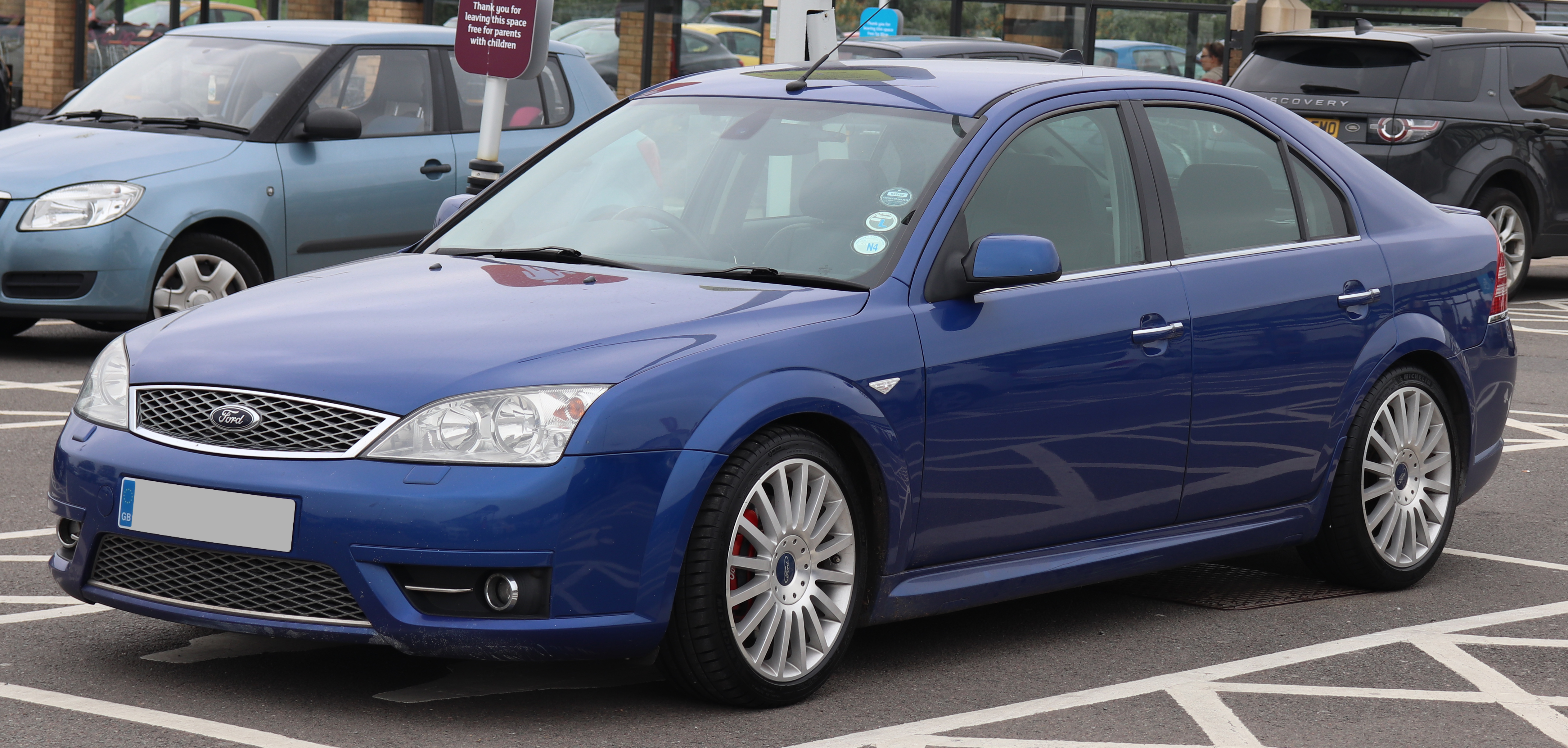
Ford Mondeo III ST 220

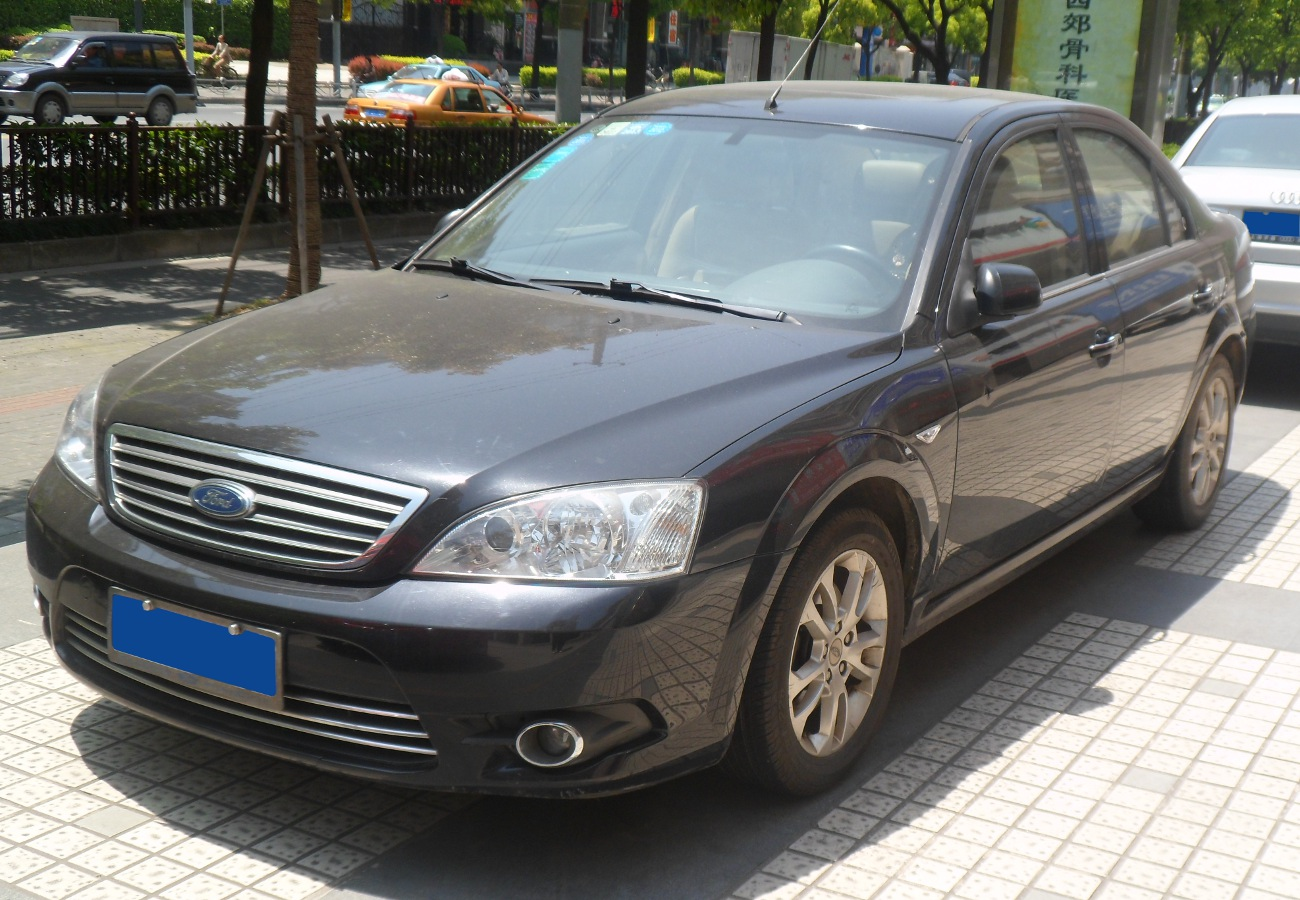
chiński Ford Metrostar

Ford Mondeo III został zaprezentowany po raz pierwszy w 2000 roku.
Trzecia generacja Mondeo została zbudowana od podstaw jako zupełnie nowa konstrukcja, opracowana na nowej platformie. Stylistyka została utrzymana zgodnie z nowym językiem stylistycznym marki New Edge, przez co nadwozie charakteryzowało się licznymi ostrymi liniami i motywem trójkąta, który wykorzystano szczególnie w przypadku tylnych lamp.
Oferta nadwoziowa składała się ponownie zarówno z 5-drzwiowego liftbacka, jak i 4-drzwiowego sedana i 5-drzwiowego kombi. W plebiscycie na Europejski Samochód Roku 2001 model zajął 2. pozycję (za Alfą Romeo 147).

### Restylizacje
W 2003 roku auto przeszło delikatny lifting. Zmieniono m.in. kształt reflektorów przeciwmgielnych, przedni zderzak, chromowaną atrapę chłodnicy, a także zmieniono kolor kloszy tylnych kierunkowskazów z różowego na biały oraz zastosowano nowe materiały wykończenia wnętrza pojazdu. W 2005 roku auto przeszło kolejne drobne zmiany stylistyczne. Zmieniono m.in. tylne lampy zastępując białe kierunkowskazy przezroczystymi.

### ST 220
Podobnie jak w przypadku poprzednika, oferta Forda Mondeo trzeciej generacji została poszerzona o sportowy wariant ST 220. Charakteryzował się on dodatkowym ospojlerowaniem nadwozia, większymi alufelgami i sportowym ogumieniem, a także obniżonym zawieszeniem i standardowymi, ksenonowymi reflektorami. Samochód napędzał 3-litrowy silnik benzynowy V6 o mocy 226 KM.

### Metrostar
Na rynku chińskim i tajwańskim samochód był sprzedawany jako Ford Metrostar, charakteryzując się innym wyglądem pasa przedniego i innym wypełnieniem lamp tylnych. Pojazd charakteryzował się też bogatszym wyposażeniem standardowym.

### Wersje wyposażeniowe
- Ambiente
- Ambiente X
- Trend, Trend X
- Ghia
- Ghia X
- Ghia Executive
- Titanium
- Titanium X
- Viva
- Trendline

Standardowe wyposażenie pojazdu obejmuje m.in. elektryczne sterowanie szyb przednich oraz system ABS. Opcjonalnie auto wyposażyć można m.in. w podgrzewaną przednią szybę, elektryczne sterowanie szyb tylnych, elektryczne sterowanie lusterek, tempomat, system nawigacji satelitarnej, system audio firmy Sony, skórzaną tapicerkę, klimatyzację automatyczną, elektryczne sterowanie foteli, a także system ESP, czujniki parkowania, deszczu i zmierzchu oraz wentylowane i podgrzewane przednie fotele.

### Dane techniczne
| Wersja               | Silnik                           | Układ zasilania      | Średnica × skok tłoka | St. sprężania     | Moc maksymalna                     | Maks. moment obrotowy      | 0–100 km/h        | V-max             |
| Silniki benzynowe    | Silniki benzynowe                | Silniki benzynowe    | Silniki benzynowe     | Silniki benzynowe | Silniki benzynowe                  | Silniki benzynowe          | Silniki benzynowe | Silniki benzynowe |
| -------------------- | -------------------------------- | -------------------- | --------------------- | ----------------- | ---------------------------------- | -------------------------- | ----------------- | ----------------- |
| 1.8 16V              | R4 1,8 l (1798 cm³), DOHC        | wtrysk wielopunktowy | 83,00 × 83,10 mm      | 10,8:1            | 110 KM (81 kW) przy 5500 obr./min  | 165 N·m przy 3950 obr./min | 11,7 s            | 193 km/h          |
| 1.8 16V              | R4 1,8 l (1798 cm³), DOHC        | wtrysk wielopunktowy | 83,00 × 83,10 mm      | 10,8:1            | 125 KM (92 kW) przy 6000 obr./min  | 170 N·m przy 4500 obr./min | 10,9 s            | 205 km/h          |
| 1.8 16V SCi          | R4 1,8 l (1798 cm³), DOHC        | wtrysk bezpośredni   | 83,00 × 83,10 mm      | 10,8:1            | 130 KM (96 kW) przy 5500 obr./min  | 175 N·m przy 4250 obr./min | 10,5 s            | 207 km/h          |
| 2.0 16V              | R4 2,0 l (1999 cm³), DOHC        | wtrysk wielopunktowy | 87,50 × 83,10 mm      | 10,8:1            | 145 KM (107 kW) przy 6000 obr./min | 190 N·m przy 4500 obr./min | 9,8 s             | 215 km/h          |
| 2.5 V6               | V6 2,5 l (2498 cm³), DOHC        | wtrysk wielopunktowy | 81,70 × 79,50 mm      | 9,8:1             | 170 KM (125 kW) przy 6000 obr./min | 220 N·m przy 4250 obr./min | 8,7 s             | 225 km/h          |
| 3.0 V6               | V6 3,0 l (2967 cm³), DOHC        | wtrysk wielopunktowy | 89,00 × 79,50 mm      | 10:1              | 204 KM (150 kW) przy 6000 obr./min | 263 N·m przy 4900 obr./min | 7,9 s             | 240 km/h          |
| ST220                | V6 3.0 l (2967 cm), DOHC         | wtrysk wielopunktowy | 89.00 x 79,50 mm      | 10,5:1            | 226 KM (166 kW) przy 6250 obr./min | 285 Nm przy 4900 obr./min  | 7,7 s             | 250 km/h          |
| Silniki wysokoprężne |                                  |                      |                       |                   |                                    |                            |                   |                   |
| 2.0 TDDi             | R4 2,0 l (1998 cm³), DOHC, turbo | pompa rotacyjna      | 86,00 × 86,00 mm      | 19,5:1            | 90 KM (66 kW) przy 4000 obr./min   | 245 N·m przy 1900 obr./min | 13,2 s            | 180 km/h          |
| 2.0 TDDi             | R4 2,0 l (1998 cm³), DOHC, turbo | button rail          | 86,00 × 86,00 mm      | 19,5:1            | 115 KM (84 kW) przy 4000 obr./min  | 280 N·m przy 1900 obr./min | 10,6 s            | 195 km/h          |
| 2.0 TDCi             | R4 2,0 l (1998 cm³), DOHC, turbo | common rail          | 86,00 × 86,00 mm      | 19,5:1            | 115 KM (84 kW) przy 4000 obr./min  | 280 N·m przy 1900 obr./min | 10,8 s            | 200 km/h          |
| 2.0 TDCi             | R4 2,0 l (1998 cm³), DOHC, turbo | common rail          | 86,00 × 86,00 mm      | 19,5:1            | 130 KM (96 kW) przy 3800 obr./min  | 330 N·m przy 1900 obr./min | 9,9 s             | 200 km/h          |
| 2.2 TDCi             | R4 2,2 l (2198 cm³), DOHC, turbo | common rail          | 86,00 × 94,60 mm      | 17,5:1            | 155 KM (114 kW) przy 3500 obr./min | 360 N·m przy 2250 obr./min | 8,9 s             | 220 km/h          |

## Czwarta generacja

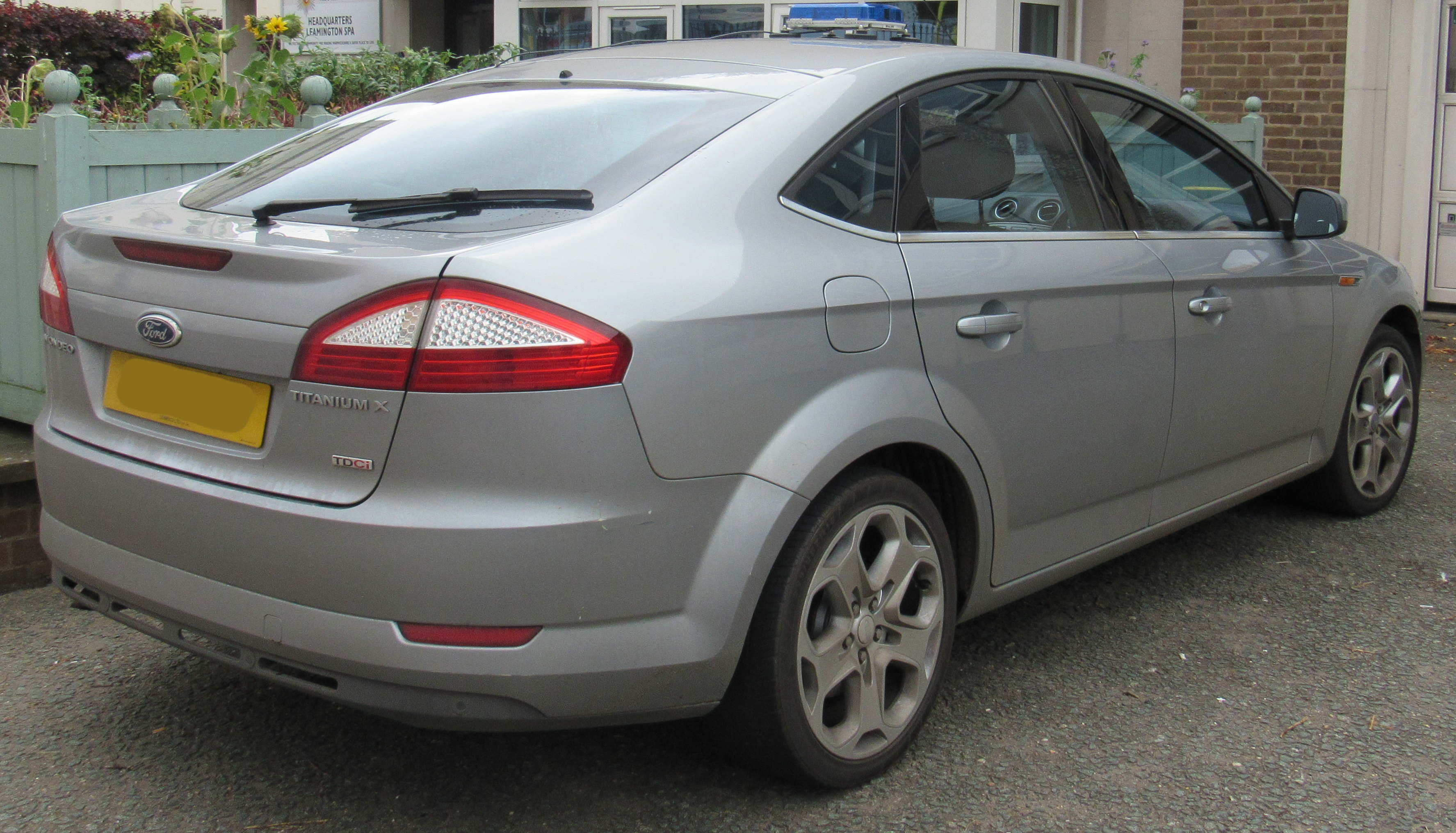
Ford Mondeo IV – tył

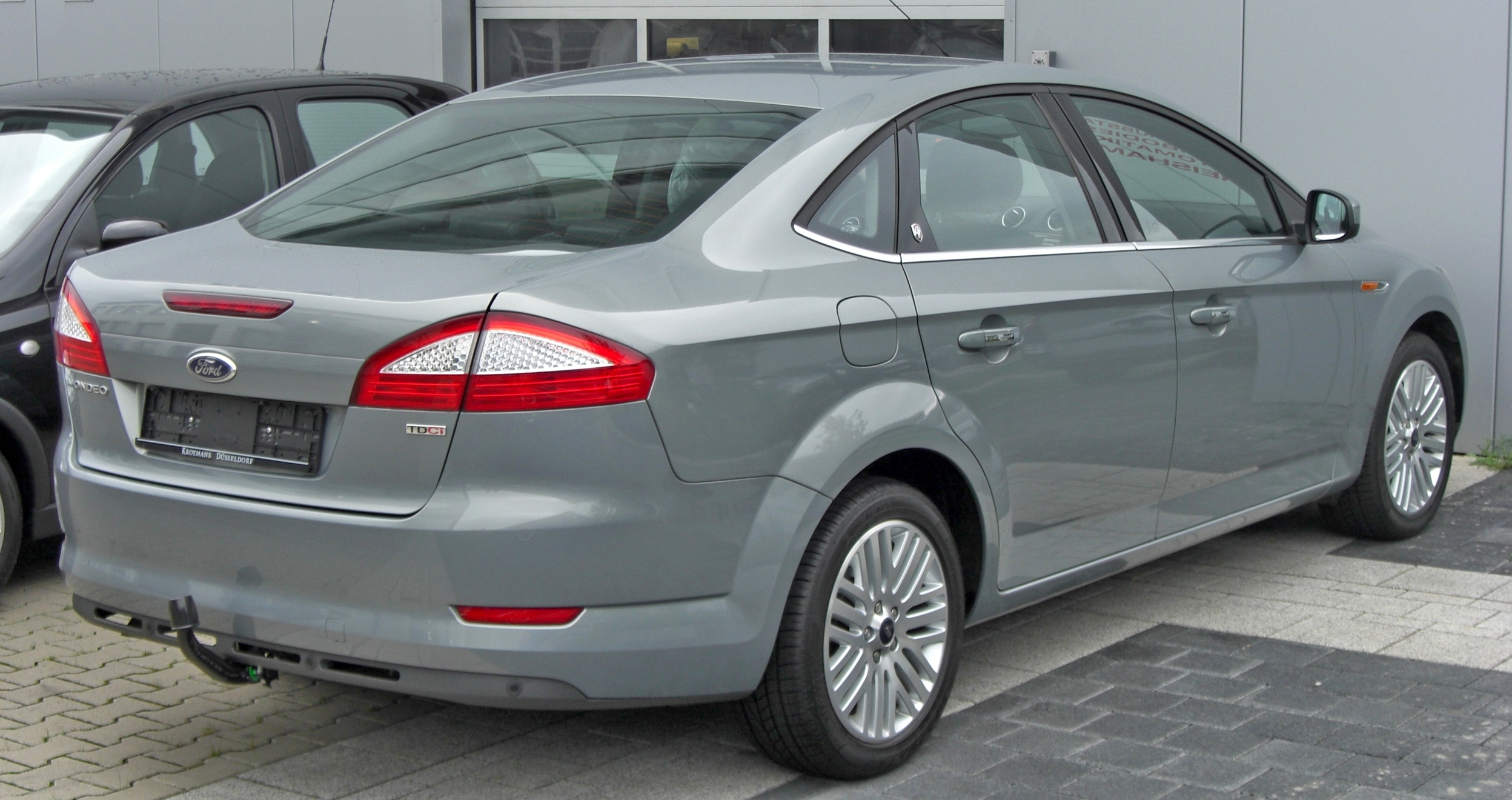
Ford Mondeo IV Sedan

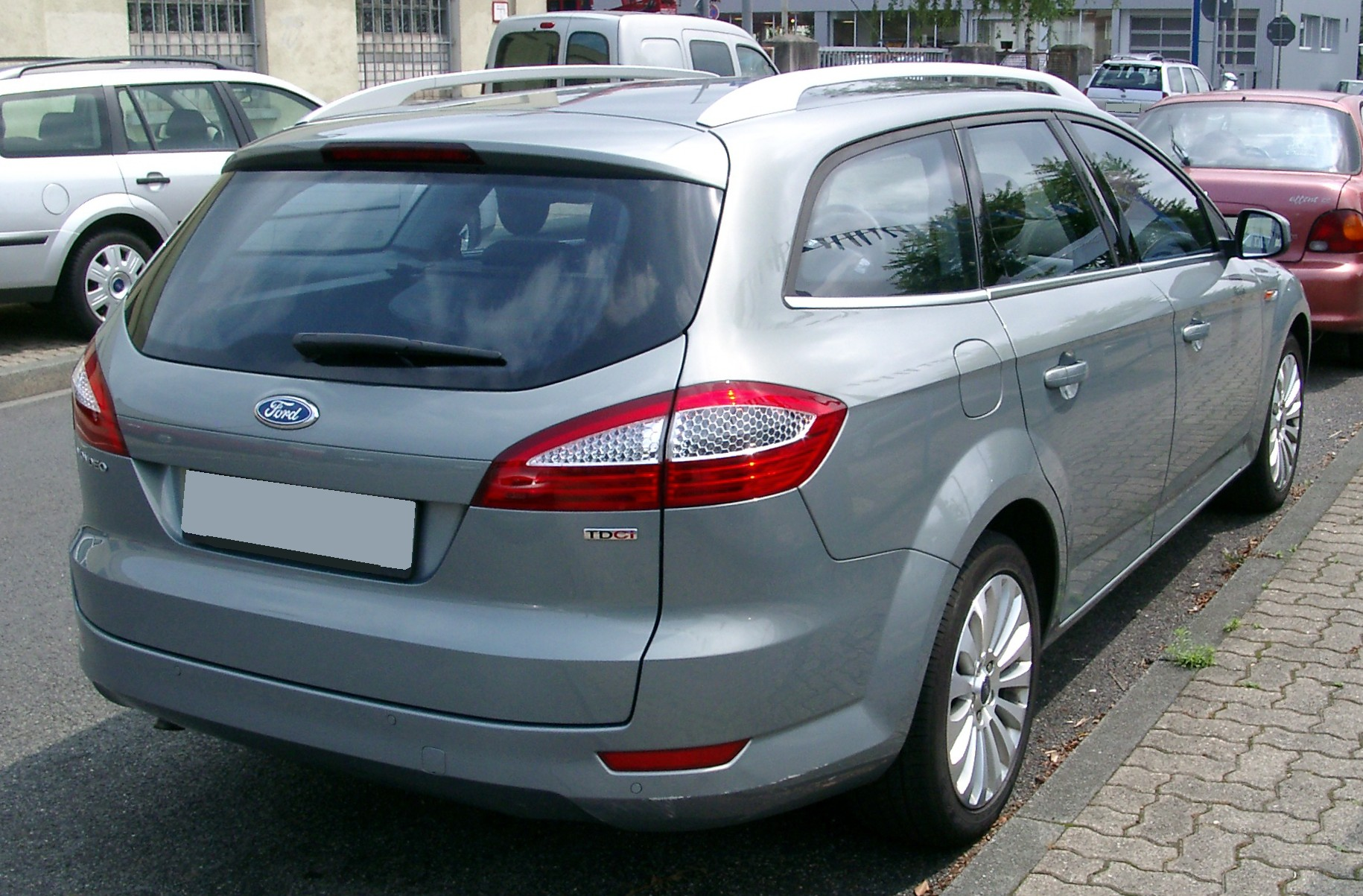
Ford Mondeo IV Kombi

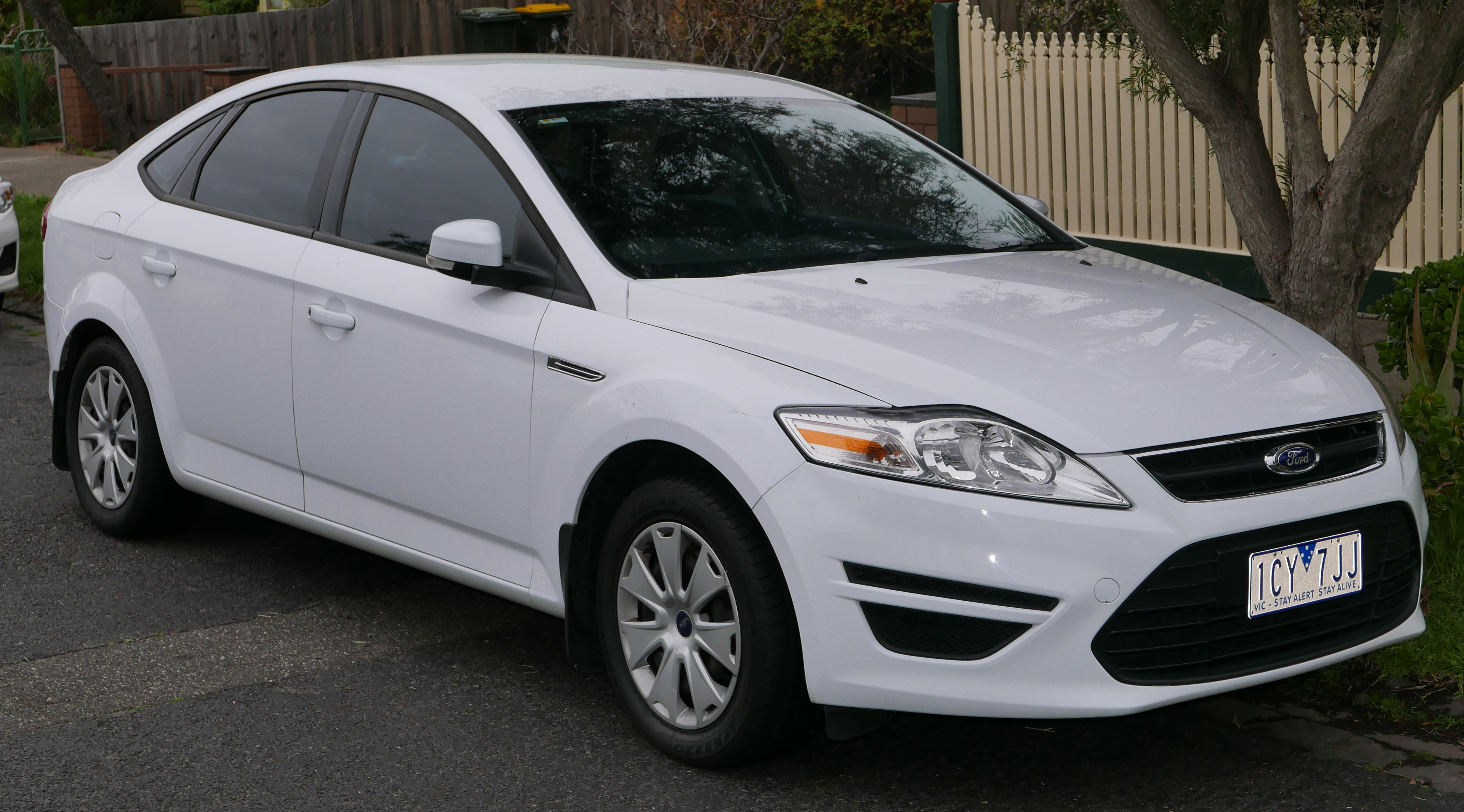
Ford Mondeo IV po liftingu

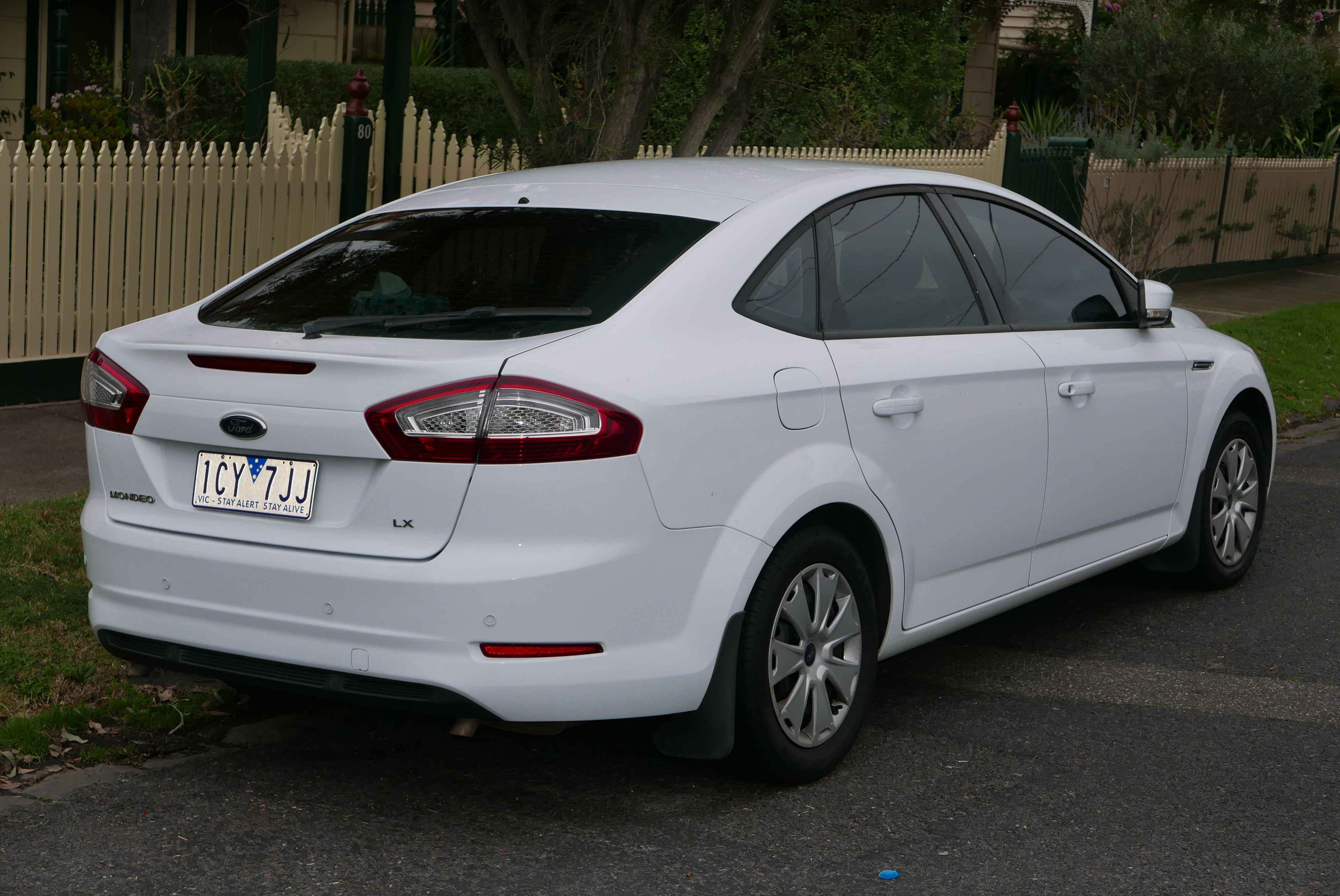
Ford Mondeo IV – tył po liftingu

Ford Mondeo IV został zaprezentowany po raz pierwszy w 2006 roku.
Auto zbudowane zostało według nowego języka stylistycznego marki – kinetic design, poprzedzonego konceptem Iosis. Zbudowane zostało na bazie płyty podłogowej szwedzkiego koncernu motoryzacyjnego Volvo Car Corporation, która użyta została do stworzenia m.in. S-Maxa II oraz Galaxy II. W 2007 roku wprowadzono do produkcji wersję kombi pojazdu. W tej generacji zastosowano silniki Diesla Koncernu PSA (2.0 Hdi 140–210 KM i 2.2 Hdi 175–200 KM) oraz benzynowe (2.5 T Volvo). Mondeo MK IV przed premierą zostało pokazane w 2006 roku w filmie o Jamesie Bondzie; była to odmiana 2.5 T.
W plebiscycie na Europejski Samochód Roku 2008 model zajął 3. pozycję (za Fiatem 500 i Mazdą 2).

### Lifting
25 sierpnia 2010 roku w Moskwie zaprezentowana została wersja po face liftingu. Zmieniono m.in. przedni zderzak, w którym zamontowano światła do jazdy dziennej wykonane w technologii LED oraz wykonane w tej samej technologii tylne lampy. Przy okazji zmieniono pokrywę bagażnika, odświeżono konsolę środkową pojazdu oraz przeprojektowano podświetlenie wnętrza. Przy okazji liftingu wprowadzono na rynek trzy nowe jednostki napędowe: benzynowy, turbodoładowany motor o pojemności 2 l i mocy 203 i 240 KM oraz wysokoprężny, 2.2 l silnik o mocy 200 KM.

### Wersje wyposażeniowe[20]
- Ambiente
- Trend
- Ghia
- Ghia X
- Business Edition
- Titanium
- Titanium X
- Titanium LXS
- Titanium S – Platinium
- Edge
- Zetec
- S Titanium
- EcoNetic
- Titanium ECO
- Titanium X Sport
- LX
- XR5 Turbo
- Champions Edition

Standardowe wyposażenie pojazdu obejmuje m.in. system ABS, elektryczne sterowanie szyb, elektryczne sterowanie lusterek. Opcjonalnie pojazd wyposażyć można m.in. w 5-calowy wyświetlacz LCD wyświetlający informacje z komputera pokładowego oraz system nawigacji satelitarnej, a także bezkluczykowy system uruchamiania pojazdu, podgrzewane oraz elektryczne przednie fotele z pamięcią, webasto, podgrzewaną przednią szybę oraz zawieszenie o regulowanej twardości.

### Dane techniczne
| Wersja               | Okres produkcji   | Silnik                           | Układ zasilania      | Moc maksymalna                     | Maks. moment obrotowy           | 0–100 km/h        | V-max             |                   |
| Silniki benzynowe    | Silniki benzynowe | Silniki benzynowe                | Silniki benzynowe    | Silniki benzynowe                  | Silniki benzynowe               | Silniki benzynowe | Silniki benzynowe | Silniki benzynowe |
| -------------------- | ----------------- | -------------------------------- | -------------------- | ---------------------------------- | ------------------------------- | ----------------- | ----------------- | ----------------- |
| 1.6                  | 03/2007–11/2010   | R4 1,6 l (1596 cm³), DOHC        | wtrysk wielopunktowy | 110 KM (81 kW) przy 6300 obr./min  | 160 N·m przy 4100 obr./min      | 12,7 s            | 190 km/h          |                   |
| 1.6 Ti-VCT           | 12/2010–08/2014   | R4 1,6 l (1596 cm³), DOHC        | wtrysk wielopunktowy | 120 KM (88 kW) przy 6300 obr./min  | 159 N·m przy 4000 obr./min      | 12,3 s            | 195 km/h          |                   |
| 1.6                  | 03/2007–11/2010   | R4 1,6 l (1596 cm³), DOHC        | wtrysk wielopunktowy | 125 KM (92 kW) przy 6300 obr./min  | 160 N·m przy 4100 obr./min      | 12,3 s            | 195 km/h          |                   |
| 1.6 EcoBoost         | 12/2010–08/2014   | R4 1,6 l (1596 cm³), DOHC, turbo | wtrysk bezpośredni   | 160 KM (118 kW) przy 5700 obr./min | 240 N·m przy 1600-4000 obr./min | 9,3 s             | 215 km/h          |                   |
| 2.0                  | 03/2007-08/2014   | R4 2.0 l (1999 cm³), DOHC        | wtrysk wielopunktowy | 145 KM (107 kW) przy 6000 obr./min | 190 N·m przy 4500 obr./min      | 9,5 s             | 215 km/h          |                   |
| 2.0 EcoBoost         | 2010 - 2014       | R4 2.0 l (1999 cm³), DOHC, turbo | wtrysk bezpośredni   | 203 KM (149 kW) przy 6000 obr./min | 300 N·m przy 1750–4500 obr./min | 7,9 s             | 232 km/h          |                   |
| 2.0 EcoBoost         | 12/2010–08/2014   | R4 2.0 l (1999 cm³), DOHC, turbo | wtrysk bezpośredni   | 240 KM (176 kW) przy 6000 obr./min | 340 N·m przy 1900–3500 obr./min | 7,5 s             | 246 km/h          |                   |
| 2.3                  | 03/2007–04/2010   | R4 2.3 l (2261 cm³), DOHC        | wtrysk wielopunktowy | 160 KM (118 kW) przy 6500 obr./min | 208 N·m przy 4200 obr./min      | 9,3 s             | 215 km/h          |                   |
| 2.5 Turbo            | 03/2007–11/2010   | R5 2.5 l (2521 cm³), DOHC, turbo | wtrysk wielopunktowy | 220 KM (162 kW) przy 5000 obr./min | 320 N·m przy 1500–4800 obr./min | 7,5 s             | 245 km/h          |                   |
| Silniki wysokoprężne |                   |                                  |                      |                                    |                                 |                   |                   |                   |
| 1.6 TDCi             | 12/2010–08/2014   | R4 1,6 l (1560 cm³), DOHC, turbo | Common Rail          | 115 KM (85 kW) przy 3600 obr./min  | 270 N·m przy 1750–2500 obr./min | 11,9 s            | 190 km/h          |                   |
| 1.8 TDCi             | 03/2007–12/2010   | R4 1,8 l (1753 cm³), DOHC, turbo | Common Rail          | 100 KM (74 kW) przy 3850 obr./min  | 280 N·m przy 1800 obr./min      | 12,3 s            | 185 km/h          |                   |
| 1.8 TDCi             | 03/2007–12/2010   | R4 1,8 l (1753 cm³), DOHC, turbo | Common Rail          | 125 KM (92 kW) przy 3700 obr./min  | 320 N·m przy 1800 obr./min      | 10,7 s            | 200 km/h          |                   |
| 2.0 TDCi (PSA)       | 09/2007–07/2010   | R4 2.0 l (1997 cm³), DOHC, turbo | Common Rail          | 115 KM (85 kW) przy 4000 obr./min  | 300 N·m przy 1750–2300 obr./min | 11,4 s            | 192 km/h          |                   |
| 2.0 TDCi (PSA)       | 03/2007–02/2008   | R4 2.0 l (1997 cm³), DOHC, turbo | Common Rail          | 130 KM (96 kW) przy 4000 obr./min  | 320 N·m przy 1750–2250 obr./min | 10,4 s            | 202 km/h          |                   |
| 2.0 TDCi             | 03/2007–07/2010   | R4 2.0 l (1997 cm³), DOHC, turbo | Common Rail          | 140 KM (103 kW) przy 4000 obr./min | 320 N·m przy 1750-2250 obr./min | 9,5 s             | 210 km/h          |                   |
| 2.0 TDCi (PSA)       | 07/2010–08/2014   | R4 2.0 l (1997 cm³), DOHC, turbo | Common Rail          | 140 KM (103 kW) przy 3750 obr./min | 320 N·m przy 1750–2750 obr./min | 9,5 s             | 210 km/h          |                   |
| 2.0 TDCi             | 07/2010–08/2014   | R4 2.0 l (1997 cm³), DOHC, turbo | Common Rail          | 163 KM (120 kW) przy 3750 obr./min | 340 N·m przy 2000–3250 obr./min | 8,9 s             | 220 km/h          |                   |
| 2.2 TDCi             | 02/2008–06/2010   | R4 2.2 l (2179 cm³), DOHC, turbo | Common Rail          | 175 KM (129 kW) przy 3500 obr./min | 420 N·m przy 1750–2750 obr./min | 8,7 s             | 223 km/h          |                   |
| 2.2 TDCi             | 12/2010–08/2014   | R4 2.2 l (2179 cm³), DOHC, turbo | Common Rail          | 200 KM (147 kW) przy 3500 obr./min | 420 N·m przy 1750–3000 obr./min | 8,1 s             | 230 km/h          |                   |

## Piąta generacja

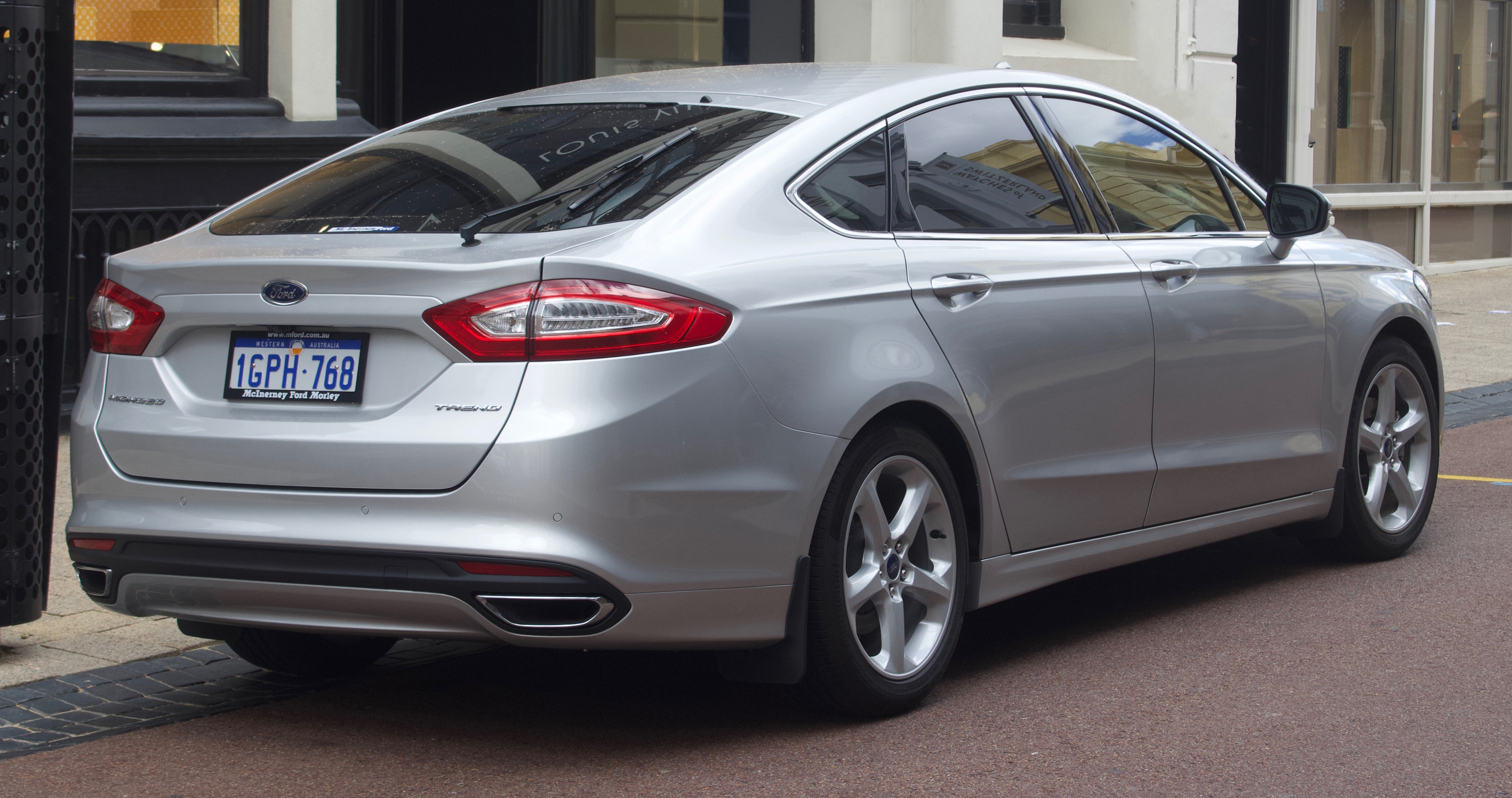
Ford Mondeo V – tył

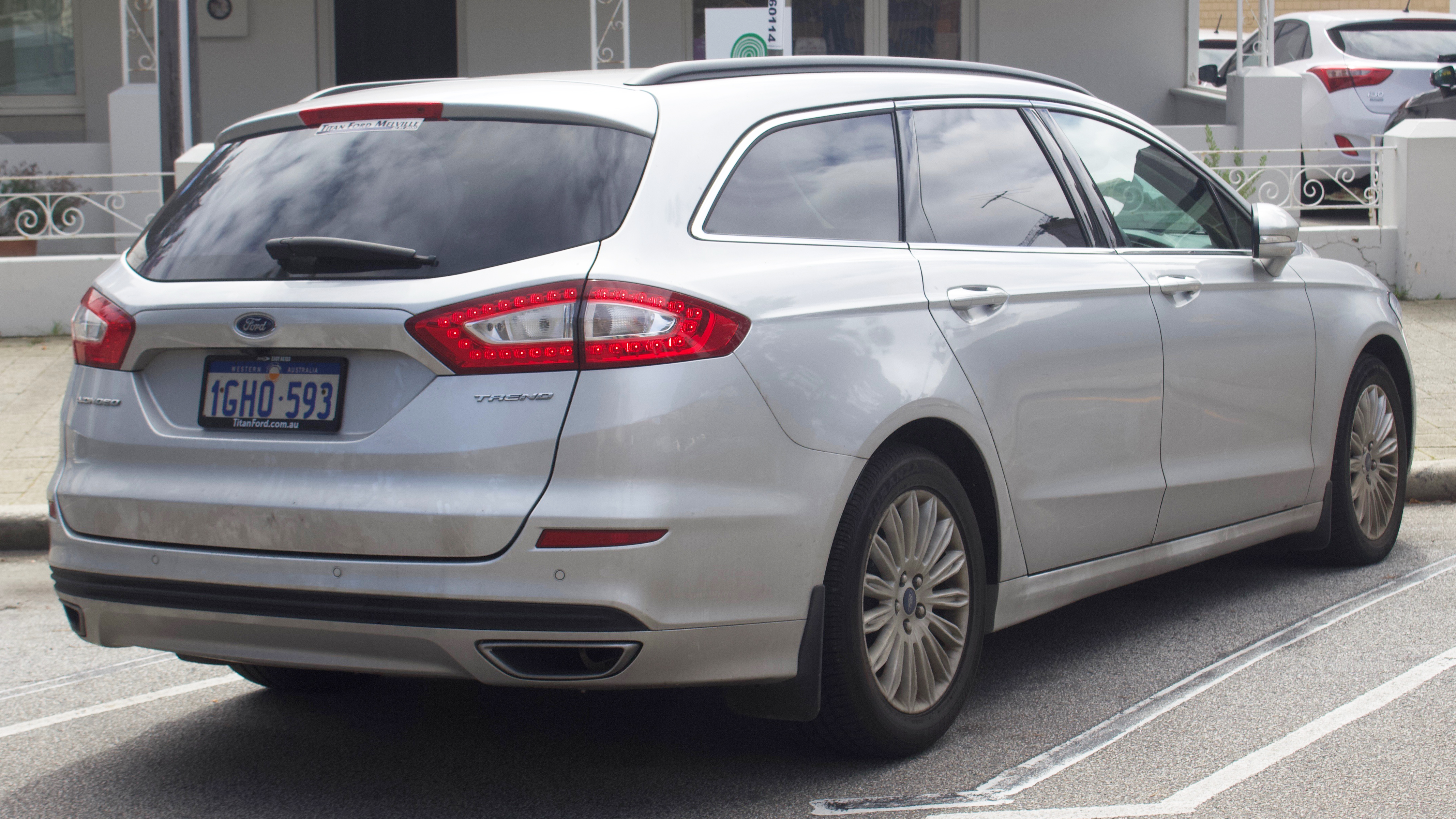
Ford Mondeo V Kombi

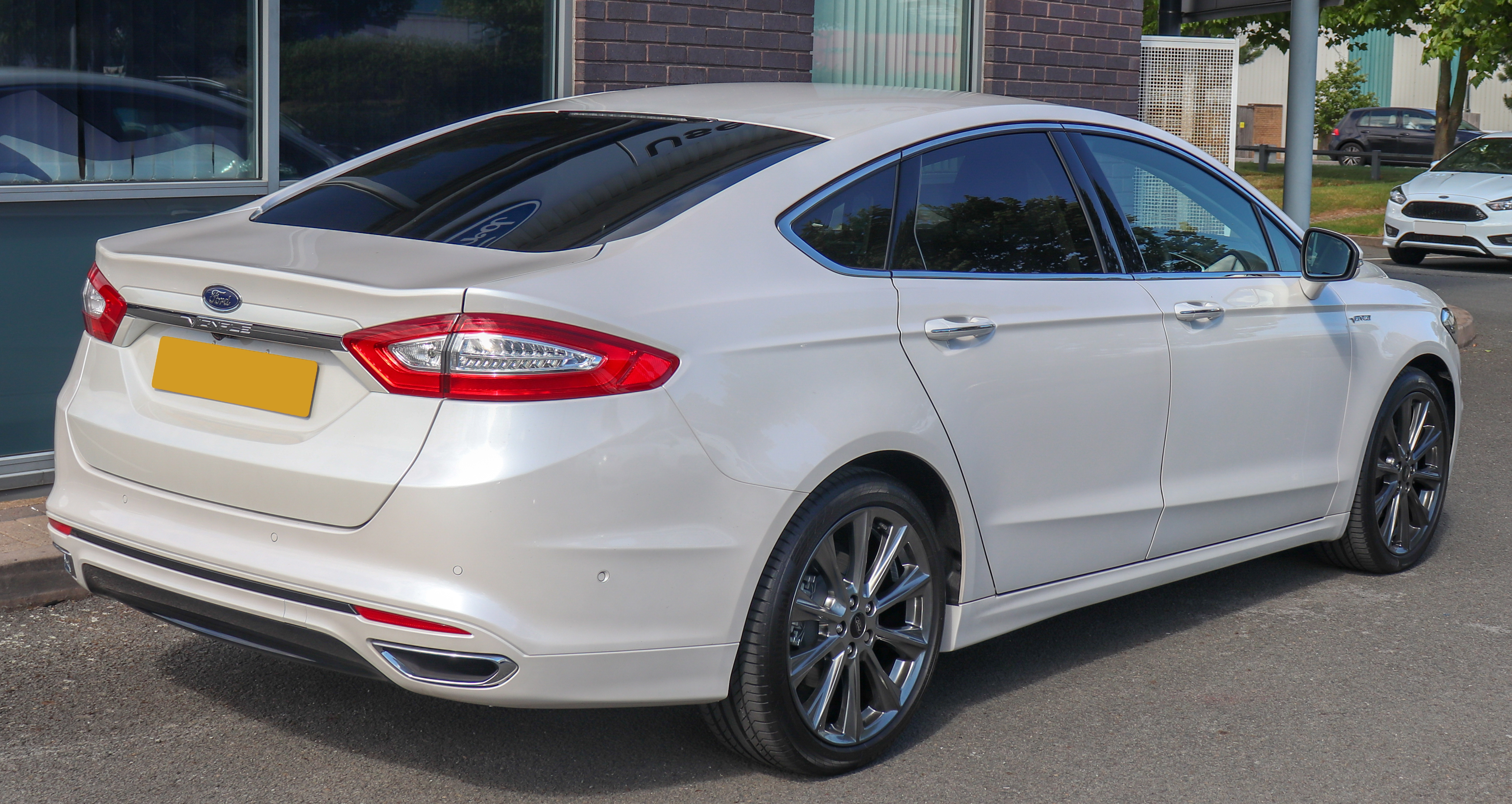
Ford Mondeo V Vignale Sedan – tył

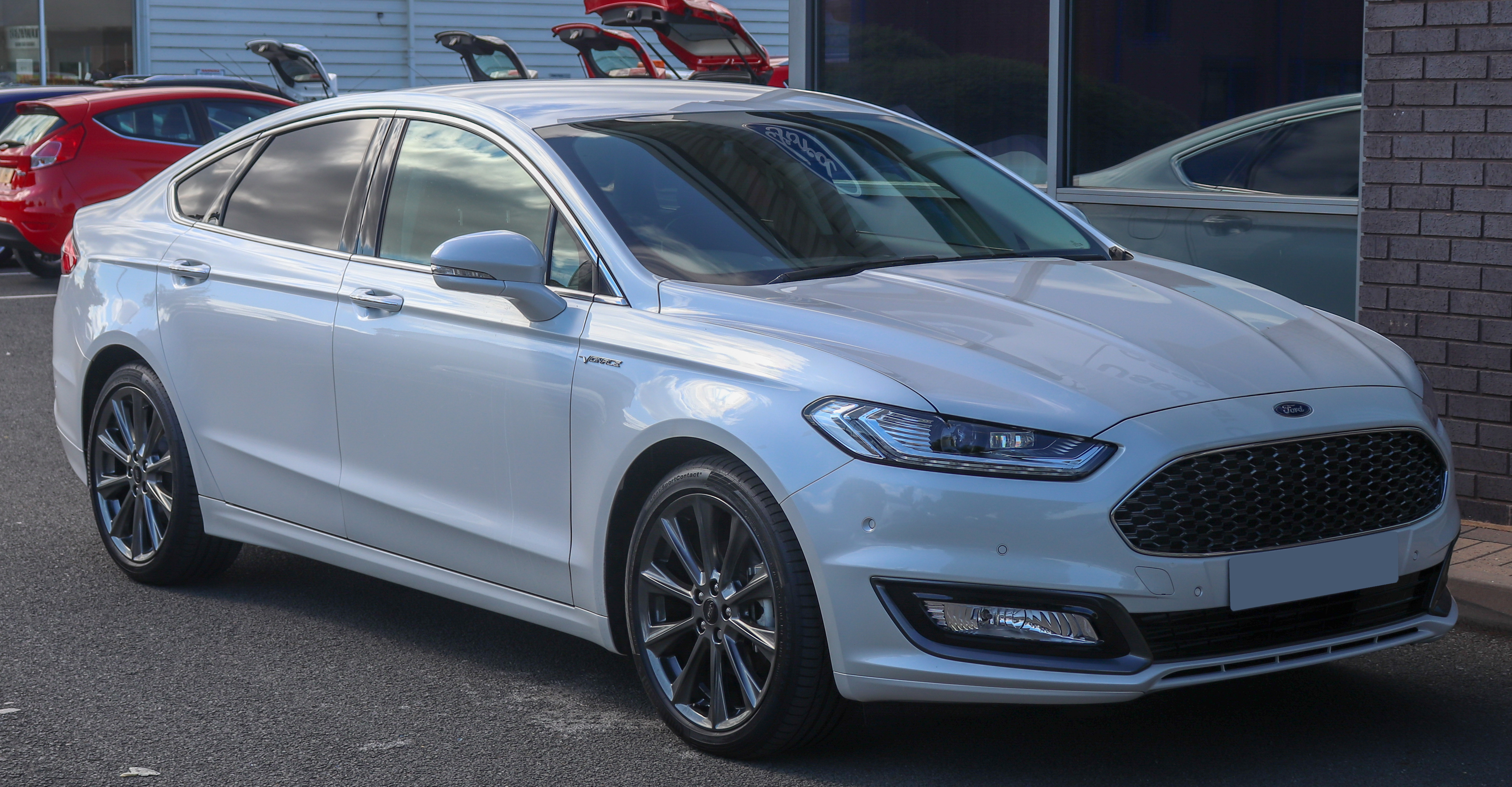
Ford Mondeo V Vignale Sedan

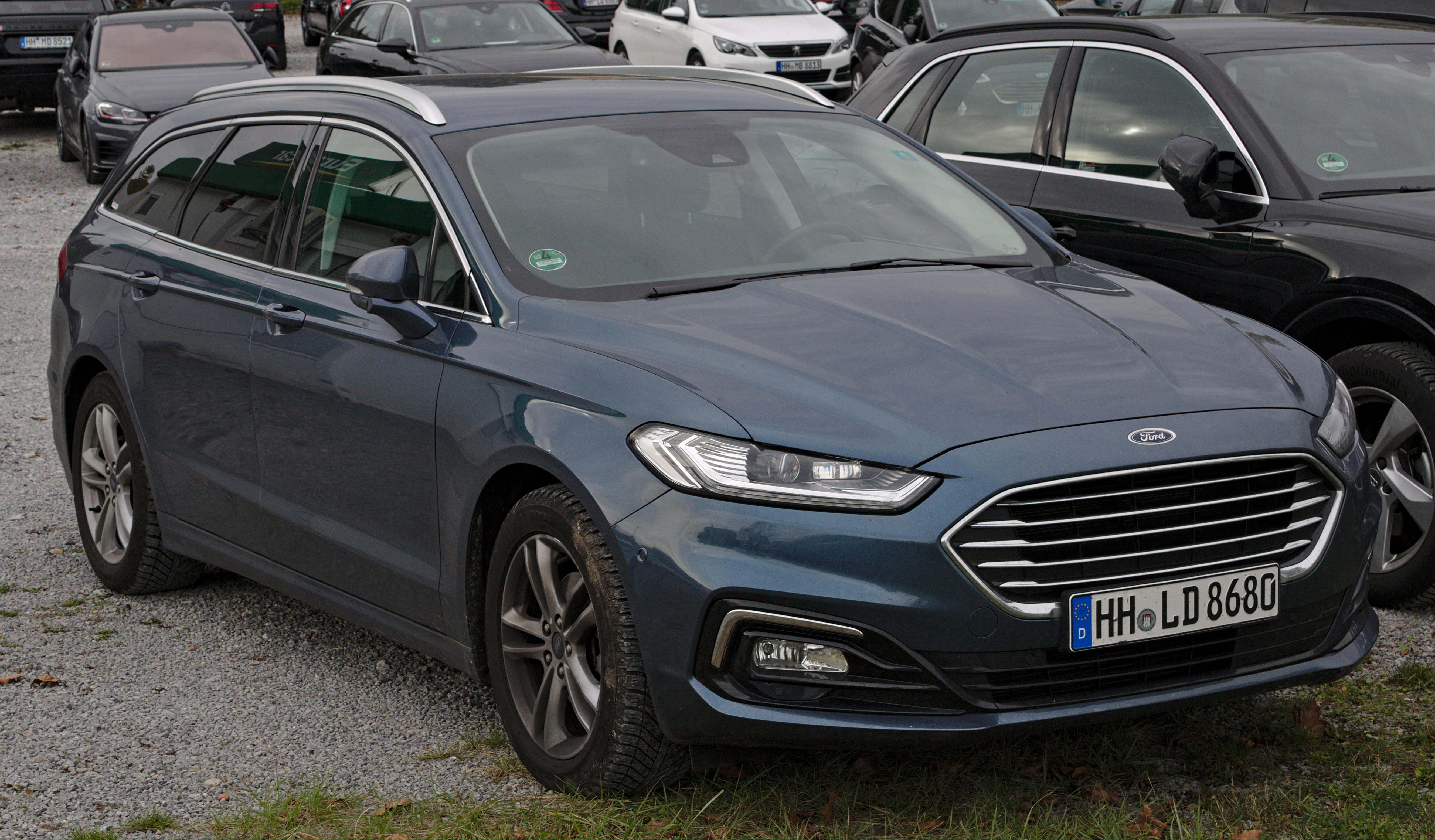
Ford Mondeo V po liftingu

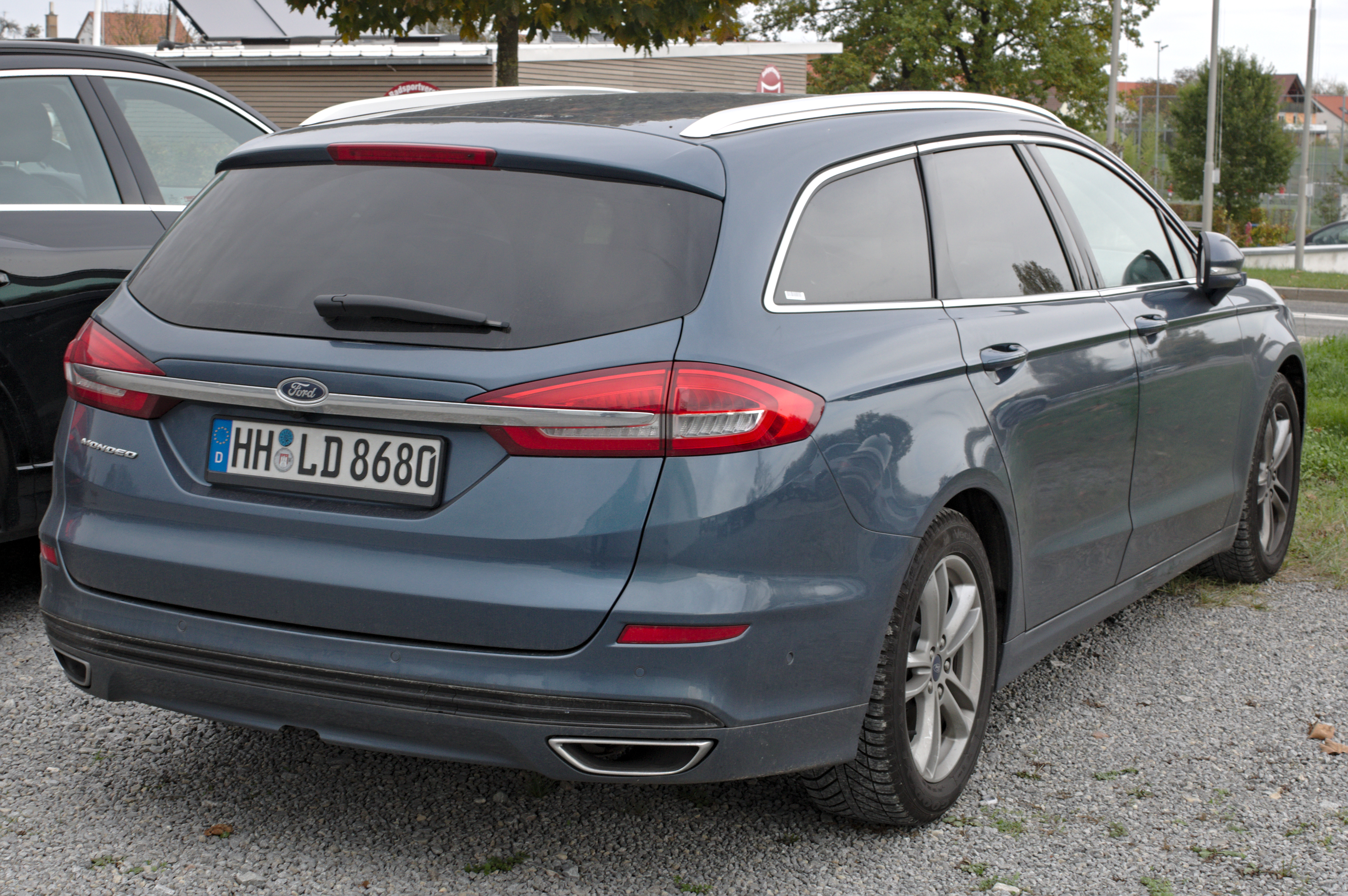
Ford Mondeo V – tył po liftingu

Ford Mondeo V został zaprezentowany po raz pierwszy w 2012 roku.
Samochód zbudowany został na nowej płycie podłogowej CD, a także otrzymał zupełnie nową konstrukcję tylnego zawieszenia. Pojazd był tym razem samochodem światowym, identycznym z drugą generacją przeznaczonego na rynek Ameryki Północnej modelu Fusion.
Bliźniacza odmiana na rynek USA o nazwie Fusion została zaprezentowana już w styczniu 2012 roku na Detroit Auto Show. 9 miesięcy później, we wrześniu 2012 roku podczas Paris Motor Show odbyła się prapremiera europejskiego wariantu jako piąta generacja linii modelowej Mondeo. 
Samochód miał pierwotnie trafić na rynek europejski z mniejszym opóźnieniem, wiosną 2013 roku. Jednakże zamknięcie fabryki w Belgii i przeniesienie mocy produkcyjnych do zakładów Forda w Hiszpanii, a także trudna sytuacja ekonomiczna Forda, opóźniły debiut samochodu aż o półtora roku – do jesieni 2014 roku. Ostatecznie, europejska premiera piątej generacji Mondeo miała miejsce w październiku 2014 roku podczas targów motoryzacyjnych we Frankfurcie.

### Mondeo Vignale
Wtedy też zaprezentowana została także odmiana Vignale. Model charakteryzował się przede wszystkim zmienionymi zderzakami, które łączą w sobie elementy sportowe i luksusowe. Zastosowano także nowy chromowany grill oraz kilka elementów w takim samym wykończeniu: klamki, obudowy lusterek oraz 20-calowe obręcze kół stworzone specjalnie na potrzeby tego konceptu. Wnętrze Mondeo Vignale wykończono przy użyciu skóry, dodatkowo zastosowano chromowane listwy przypodłogowe, skórzane podłokietniki oraz fotele z miękkiej skóry naturalnej z oznaczeniami serii Vignale. Oprócz tego skórą obszyto również koło kierownicy, panel instrumentów, konsolę środkową oraz środkowy podłokietnik.
W kwietniu 2015 roku Ford zaprezentował topową odmianę Vignale Mondeo będącą zapowiedzią nowej linii ekskluzywnych pojazdów amerykańskiej marki. Auto oferowane jest wyłącznie z najmocniejszymi jednostkami napędowymi (w tym w wersji hybrydowej) i wykańczane ręcznie w specjalnym Vignale Centre w hiszpańskiej Valencii. Po raz pierwszy w Mondeo standardem stał się m.in. system aktywnej redukcji hałasu. Auto wyposażone jest w szytą ręcznie skórzaną tapicerkę. Z zewnątrz Mondeo Vignale wyróżnia się chromowanymi listwami oraz emblematami Vignale na nadkolach oraz listwie bagażnika. Vignale to również szereg bezpłatnych usług klasy premium, które oferowane są właścicielom auta.

### Lifting
W styczniu 2019 roku Ford zaprezentował Mondeo po obszernej modernizacji. Samochód otrzymał zmodyfikowany przedni zderzak, który oprócz nowego układu diod LED wzbogaciła większa atrapa chłodnicy. Ponadto, zmodyfikowano też tylną część nadwozia, dodając chromowaną poprzeczkę biegnącą przez klapę bagażnika, a gamę wzbogaciła odmiana o napędzie hybrydowym.

### Koniec produkcji
W lipcu 2019 roku pojawiły się informacje, że z końcem produkcji piątej generacji Mondeo, nazwa ta zniknie z oferty marki, a producent wycofa się tym samym z produkcji samochodów osobowych klasy średniej. Następcą miało zostać podwyższone kombi w stylu crossovera, które ponadto docelowo miało zastąpić także duże minivany Galaxy oraz S-Max.
W 2020 roku pojawiły się doniesienia rzekomo zaprzeczające wcześniejszym o końcu produkcji i planach przedstawienia szóstej generacji, jednak plotki te zostały ostatecznie zdementowane oficjalnym oświadczeniem Forda z końca marca 2021 roku. Producent potwierdził wówczas, że koniec produkcji ostateczne wyznaczono na marzec 2022.
W kwietniu 2021 roku przedstawiono na chińskiej wystawie Shanghai Auto Show jednego z dwóch następców Mondeo, który zgodnie ze spekulacjami otrzymał nazwę Ford Evos i przyjął postać podwyższonego fastbacka. Samochód powstał z myślą o sprzedaży wyłącznie na rynku chińskim, podobnie jak przedstawione w styczniu 2022 zupełnie nowe Mondeo szóstej generacji. W ten sam sposób, samochód nie otrzymał następcy nigdzie poza Chinami.

### Wersje wyposażeniowe[39]
- Ambiente Plus
- Trend
- Edition
- Gold Edition
- Luxe
- ST Line
- Titanium
- Titanium Hybrid
- Vignale
- Pakiety
- Silver X
- Gold X

Standardowe wyposażenie pojazdu obejmuje m.in. 16-calowe aluminiowe obręcze kół, klimatyzację manualną, elektryczne sterowanie szyb, elektryczne sterowanie lusterek, radioodtwarzacz CD/MP3 z 6-głośnikami i kolorowym wyświetlaczem oraz wejściem USB, czołowe, boczne oraz kurtynowe poduszki powietrzne, elektroniczny układ stabilizacji toru jazdy, system ABS z ESP, system ułatwiający ruszanie na wzniesieniu, system monitorowania ciśnienia w oponach (TMPS), elektryczny hamulec postojowy oraz światła do jazdy dziennej i tylne lampy wykonane w technologii LED.
Opcjonalnie auto wyposażyć można w zależności od wersji wyposażeni m.in. w dwustrefową klimatyzację automatyczną, reflektory adaptacyjne wykonane w technologii LED, radioodtwarzacz CD/MP3 z systemem Ford SYNC i AppLink oraz 8 głośników i gniazda USB/AUX-IN, nadmuchiwane pasy bezpieczeństwa dla pasażerów dwóch tylnych skrajnych siedzeń, rozbudowane systemy audio, komunikacji oraz nawigacji, otwierany panoramiczny dach, ogrzewanie postojowe, elektrycznie otwieraną klapę bagażnika, czujniki parkowania, kamerę cofania, podgrzewaną kierownicę oraz przednią szybę, aktywne oraz samopoziomujące się zawieszenie, skórzaną kierownicę i gałkę zmiany biegów, 17-calowe alufelgi, oświetlenie wnętrza w technologii LED, przednie, sportowe, podgrzewane fotele, tempomat, 10,1-calowy kolorowy wyświetlacz, system utrzymywania na danym pasie ruchu, system rozpoznawania znaków drogowych oraz układ monitorowania koncentracji kierowcy, układ wspomagania parkowania równoległego oraz prostopadłego, elektrycznie regulowaną kolumnę kierownicy z pamięcią ustawień, Bluetooth oraz światła przeciwmgłowe.

### Silniki

#### Benzynowe
- R3 1.0 EcoBoost 125 KM
- R4 1.5 EcoBoost 160 KM
- R4 1.5 EcoBoost 165 KM
- R4 2.0 EcoBoost 203 KM
- R4 2.0 EcoBoost 240 KM

#### Wysokoprężne
- R4 1.5 TDCi 120 KM
- R4 1.6 TDCi 115 KM
- R4 2.0 TDCi 150 KM
- R4 2.0 TDCi 150 KM AWD
- R4 2.0 TDCi 180 KM
- R4 2.0 TDCi 180KM AWD
- R4 2.0 Twin-Turbo TDCi 210 KM

#### Hybrydowe
- R4 2.0 Hybrid 187 KM

## Szósta generacja

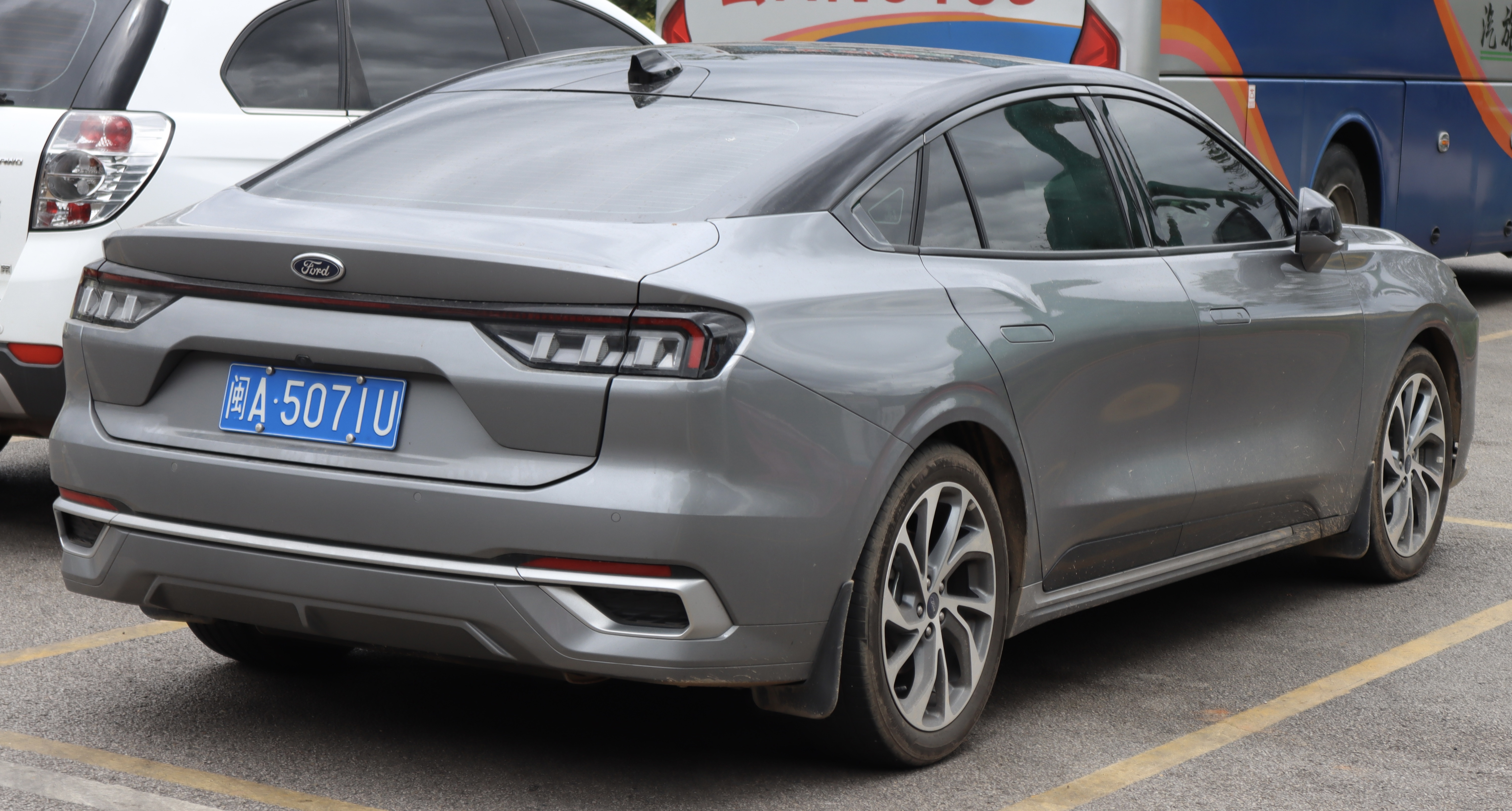
Ford Mondeo VI – tył

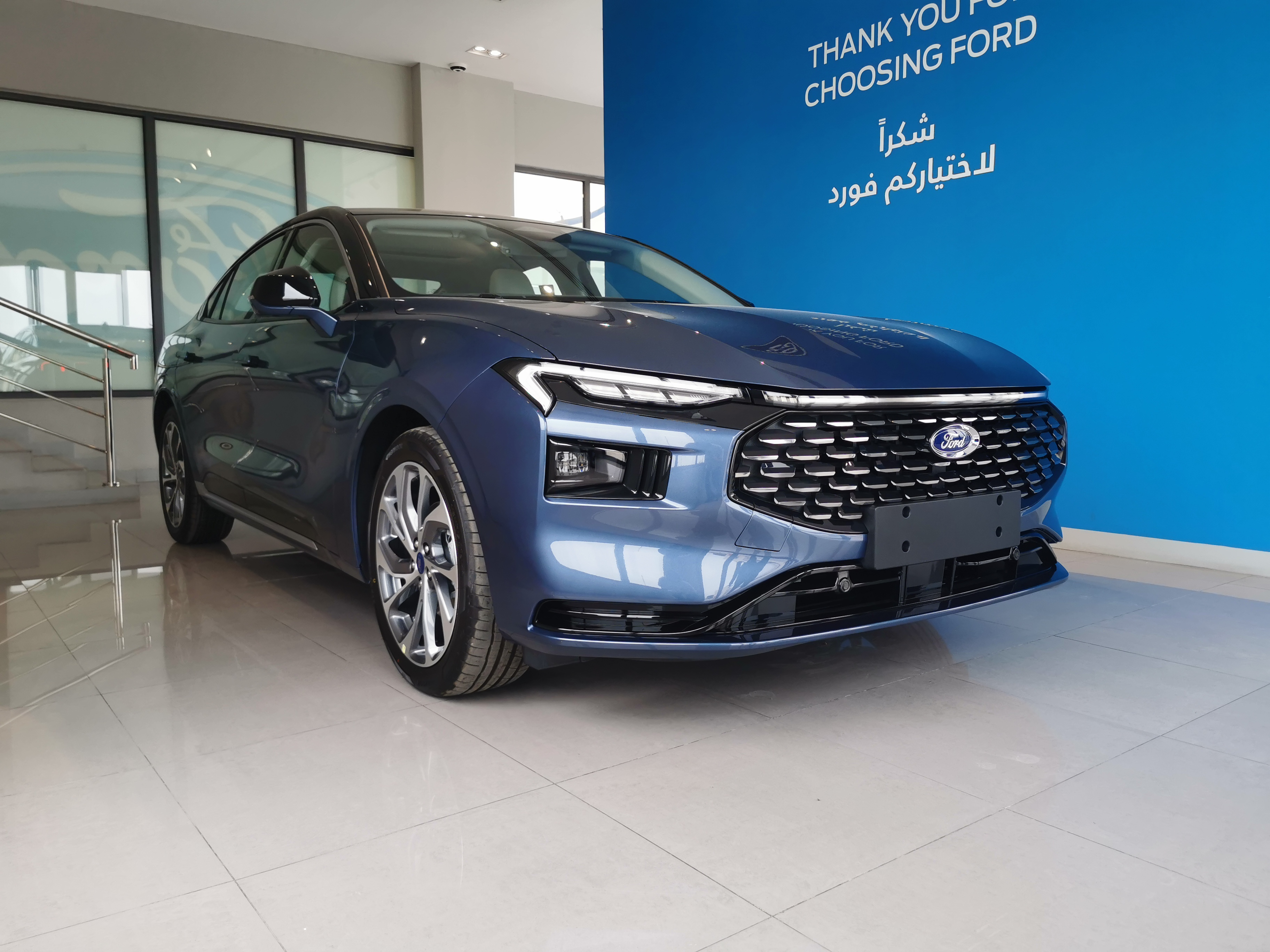
bliskowschodni Ford Taurus

Ford Mondeo VI został zaprezentowany po raz pierwszy w 2022 roku.
Nieco ponad pół roku po premierze dużego fastbacka Evos, który był pierwszym elementem kompleksowej modernizacji klasycznych samochodów klasy średniej w gamie Ford, zaprezentowana została jego druga odmiana nadwoziowa w formie klasycznego, 4-drzwiowego sedana. Wobec niej producent zdecydował się zastosować inną, tradycyjną nazwę Mondeo, zapewniając kontynuację tej linii modelowej w formie szóstej generacji. Samochód powstał jako bliźniacza konstrukcja wobec równolegle debiutującego, nowego chińskiego Lincolna Zephyr, stając się przy okazji znacznie większym samochodem większej, wyższej klasy.
Wzorem pokrewnego Evosa, Ford Mondeo w nowym wcieleniu utrzymany został we wdrożonym w 2021 roku języku stylistycznym Progressive Energy in Strength opracowanym przez chińskie studio Forda specjalnie z myślą o wewnętrznym rynku. W efekcie, podobnie jak w pierwszym z tej linii modelu Equator, Mondeo VI wyróżniło się dwurzędowymi reflektorami rozdzielonymi dużym wlotem powietrza, a także pasami świetlnymi z diod LED biegnącym zarówno przez pas przedni, jak i tylny. Samochód jest znacznie większy od poprzednika, zyskując większy rozstaw osi i szersze nadwozie.
W zależności od wariantu wyposażenia, Mondeo malowane jest w tonacji jednobarwnej lub dwubarwnej, z dachem o kolorze czarnym kontrastującym względem pozostałych paneli. Podobne różnice obecne są w kabinie pasażerskiej - podstawowy model oferowany jest z wyświetlaczem wskaźników i systemu multimedialnego zintegrowanymi pod jedną taflą. Topowa odmiana posiada większy, pociągnięty także na szerokość fotelu pasażera ekran o długości 1,1 metra.

### Sprzedaż
Podobnie jak model Evos, wbrew wcześniejszym spekulacjom Ford Mondeo szóstej generacji został skonstruowany wyłącznie z myślą o rynku chińskim, uwzględniając jednakże także eksport na Bliski Wschód pod nazwą Ford Taurus. Produkcja samochodu w zakładach w mieście Chongqing należących do joint-venture Changan Ford rozpoczęła się w pierwszym kwartale 2022 roku, tuż po premierze w styczniu tego roku. 

### Silnik
- R4 2.0l EcoBoost 235 KM[48].